# Zimna wojna

Świat w 1959:
NATO
inni sojusznicy USA
Układ Warszawski
państwa satelickie i pozaeuropejscy sojusznicy ZSRR
kolonie i terytoria zależne państw europejskich
państwa niezaangażowane

     NATO
     inni sojusznicy USA
     Układ Warszawski
     państwa satelickie i pozaeuropejscy sojusznicy ZSRR
     kolonie i terytoria zależne państw europejskich
     państwa niezaangażowane
     NATO
     inni sojusznicy USA
     Układ Warszawski
     państwa satelitarne i inne kraje socjalistyczne sprzymierzone z ZSRR
     inni sojusznicy ZSRR
     Chiny i ich sojusznicy

Świat w 1980:
NATO
inni sojusznicy USA
Układ Warszawski
państwa satelitarne i inne kraje socjalistyczne sprzymierzone z ZSRR
inni sojusznicy ZSRR
Chiny i ich sojusznicy
Niebieskie krzyżyki – partyzantki antykomunistyczne
Czerwone krzyżyki – partyzantki prokomunistyczne
Zielone krzyżyki – inne konflikty

Porównanie arsenałów broni nuklearnej USA i Związku Radzieckiego, widoczna wyraźna przewaga radziecka od lat 80.

Zimna wojna – trwający w latach 1947–1991 stan napięcia oraz rywalizacji ideologicznej, politycznej, wojskowej, gospodarczej pomiędzy blokiem wschodnim, czyli ZSRR i jego państwami satelickimi skupionymi od 1955 roku w Układzie Warszawskim i państwami pozaeuropejskimi sprzymierzonymi z ZSRR, a blokiem zachodnim, czyli państwami niekomunistycznymi skupionymi od 1949 roku w NATO i równoległych paktach obronnych (SEATO, CENTO) pod przywództwem Stanów Zjednoczonych. Zimnej wojnie towarzyszył wyścig zbrojeń obu bloków militarnych. Konflikt został rozpoczęty polityką ZSRR dążącego do rozszerzania zasięgu ekspansji terytorialnej i swojej strefy dominialnej oraz narzuceniem siłą ustroju komunistycznego krajom Europy Środkowo-Wschodniej.
Zimnej wojnie towarzyszył wyścig zbrojeń, wyścig kosmiczny i gospodarczy. Najważniejszymi wydarzeniami okresu konfliktu były: praski zamach stanu 1948, blokada Berlina, wojna koreańska, kryzys sueski, operacja Ajax, kryzys berliński 1961, kryzys kubański, wojna wietnamska, rewolucja sandinistowska, irańska rewolucja islamska, radziecka interwencja w Afganistanie i stan wojenny w Polsce.
Zimna wojna trwała od roku 1947 – od rozpadu koalicji antyhitlerowskiej i ustanowienia w Europie Środkowej wyłącznej strefy wpływów ZSRR – do upadku systemów komunistycznych w Europie (Jesień Ludów) w 1989 roku i likwidacji samego ZSRR w drugiej połowie 1991 roku. Rozpad bloku wschodniego wyeliminował układ dwubiegunowy w polityce międzynarodowej i zakończył epokę zimnej wojny.

## Termin „zimna wojna”
Jako pierwszy terminu „zimna wojna” użył w 1945 roku brytyjski pisarz George Orwell w eseju You and the Atomic Bomb, który ukazał się na łamach brytyjskiej lewicowej gazety „Tribune”.
Termin „zimna wojna” został następnie użyty w 1947 przez Amerykanina Bernarda Barucha, by opisać pojawiające się napięcia między dwoma byłymi sojusznikami z czasów II wojny światowej. Popularność zyskał dzięki książce pt. Zimna wojna znanego publicysty amerykańskiego Waltera Lippmana. Stwierdził on w niej, że zakończył się okres koalicji antyhitlerowskiej, a rozpoczął się okres konfrontacji między mocarstwami zachodnimi i ZSRR.

## Geneza

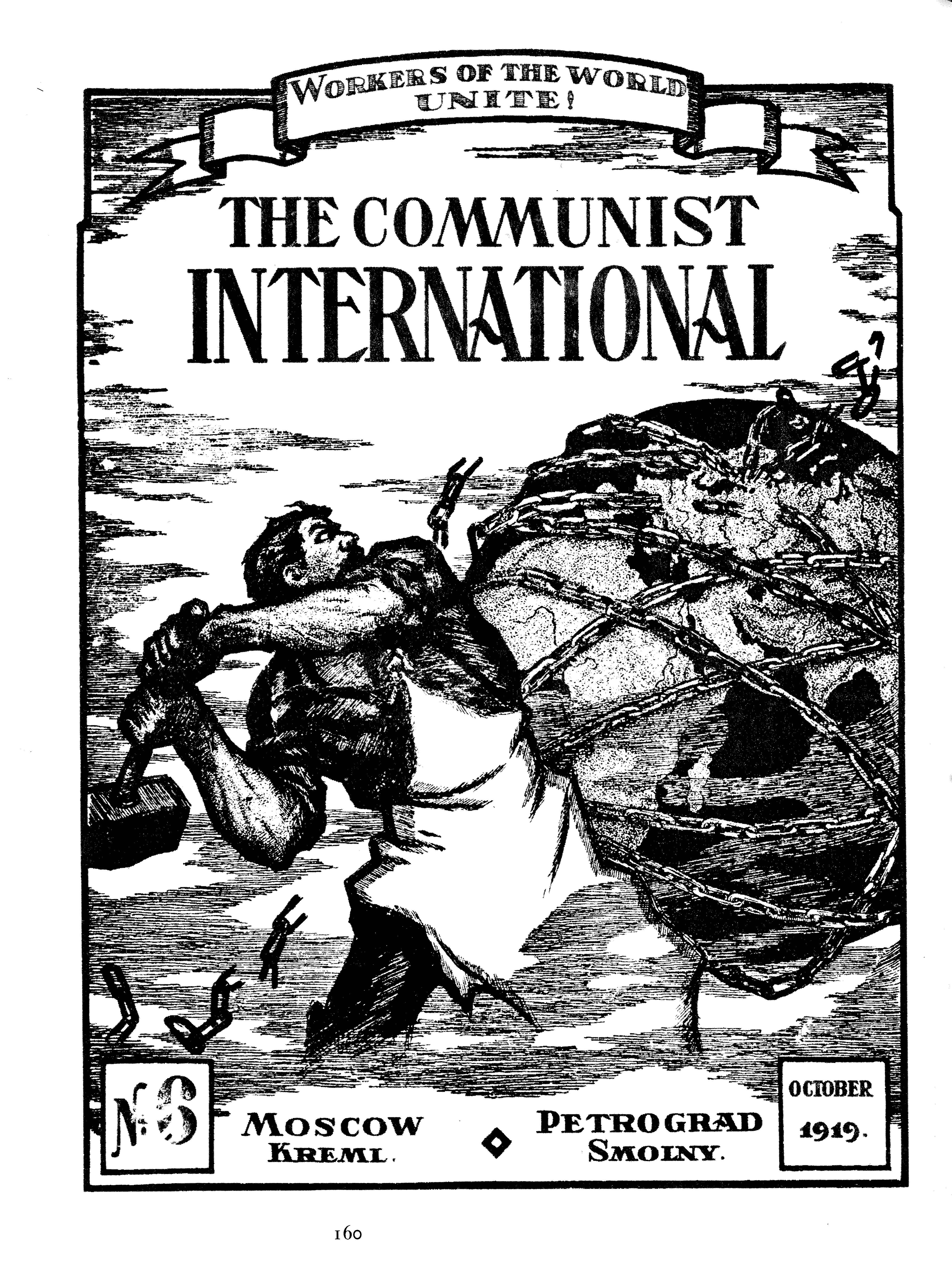
Pismo kominternowskie

Wśród historyków nie ma jasno przyjętej daty rozpoczęcia zimnej wojny. Większość historyków wskazuje na okres po zakończeniu II wojny światowej, jeszcze inni twierdzą, że stan ten zaczął się pod koniec I wojny światowej, a napięcie między Imperium Rosyjskim a pozostałymi mocarstwami europejskimi i USA istniało już od połowy XIX wieku. W wyniku rewolucji październikowej z 1917 roku Rosja stała się izolowana na arenie międzynarodowej. Twórca państwa radzieckiego, Włodzimierz Lenin, uważał, że kraj jest otoczony przez wrogich mu kapitalistów. Lenin kierując dyplomacją, chciał skłócić wrogów ZSRR, a jednym z elementów tej polityki miało być utworzenie Międzynarodówki Komunistycznej, która wspierała wrzenie rewolucyjne poza granicami Rosji. Po śmierci Lenina Józef Stalin obrał nowy kurs, ZSRR miało być według niego socjalistyczną wyspą pośród mocarstw kapitalistycznych. Już w 1925 roku Stalin stwierdził, że widzi politykę międzynarodową w sposób dwubiegunowy, a celem ZSRR jest przeciągnięcie innych krajów w stronę komunizmu.
Różne wydarzenia przed II wojną światową wykazywały wzajemną nieufność między mocarstwami zachodnimi a ZSRR, a obie strony finansowały przeciwników swoich rządów. Zachód w czasie rosyjskiej wojny domowej wsparł ruch antykomunistyczny zwany jako Biali. W odpowiedzi na wsparcie dla ruchu antykomunistycznego w 1926 roku Sowieci udzielili wsparcia finansowego strajkującym brytyjskim robotnikom, przez co rząd tego kraju zerwał stosunki dyplomatyczne z ZSRR. W 1928 roku, w czasie procesu pokazowego dowództwa Partii Socjalistów-Rewolucjonistów, radziecki sąd oskarżył eserowców o planowanie zamachu stanu wspartego przez Francję i Wielką Brytanię. Do 1933 roku USA odmawiała uznania państwowości ZSRR. W latach 30. oskarżenia o współpracę z nazistowskimi Niemcami, Japonią, Francją czy Wielką Brytanią stały się w stalinowskim ZSRR powodem do represji okresu wielkiego terroru. Eskalacja konfliktu przed II wojną światową nie była możliwa ze względu na międzynarodową izolację zarówno USA, jak i ZSRR.
ZSRR podpisało pakt o nieagresji z Niemcami, w którego tajnym protokole podzielono strefy wpływów obu państw w regionie Europy Środkowo-Wschodniej. Po inwazji hitlerowskiej na ZSRR w czerwcu 1941 roku i ataku Japończyków na USA oba mocarstwa zawiązały z Wielką Brytanią sojusz militarny skierowany przeciwko państwom faszystowskim. USA wspomagała walczące wojska brytyjskie i ZSRR poprzez Lend-Lease Act. Mimo zachodniej pomocy Stalin pozostawał podejrzliwy i uważał, że alianci zachodni celowo opóźniali otwarcie drugiego frontu antyniemieckiego, aby wykrwawić broniących się Sowietów.

## Zakończenie II wojny światowej

### Konferencje wojenne dotyczące powojennej Europy

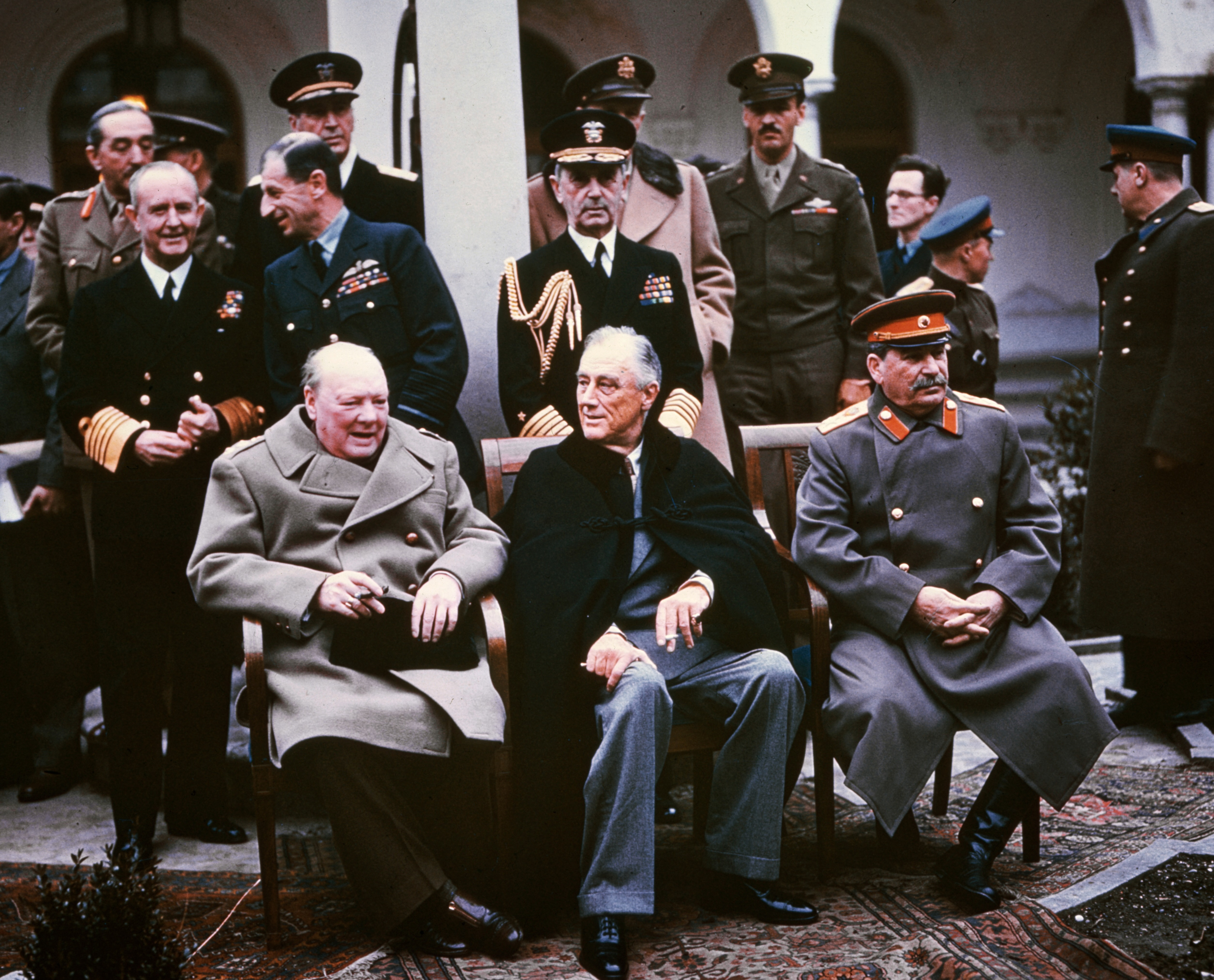
Winston Churchill, Franklin D. Roosevelt i Józef Stalin w Jałcie

Alianci nie byli zgodni co do tego, jak powinna wyglądać powojenna mapa Europy i jak w wyniku wojny granice zostaną ustalone. Każda ze strony prezentowała odmienne pomysły dotyczące ustanowienia i utrzymania powojennego bezpieczeństwa. Zachodni alianci dążyli do tego, aby utworzyć jak najszerszy system rządów demokratycznych, co miałoby ułatwić państwom pokojowe rozwiązywanie problemów za pośrednictwem organizacji międzynarodowych. Biorąc pod uwagę historyczne doświadczenia częstych najazdów na Rosję, ogromnych strat ZSRR poniesionych w wyniku wojny (szacowanych na 27 milionów ludzi), ZSRR dążył do zwiększenia własnego bezpieczeństwa poprzez ingerencję w wewnętrzne sprawy państw, z którymi graniczył. W czasie wojny Stalin utworzył specjalne ośrodki szkoleniowe dla komunistów z różnych krajów, co miało ułatwić im objęcie przywództwa w krajach wyzwolonych przez Armię Czerwoną. W rezultacie po wyzwoleniu przeszkoleni przez Moskwę działacze obejmowali kontrole nad mediami (zwłaszcza radiem), zlikwidowali wszelkie niezależne instytucje obywatelskie czy konkurencyjne partie polityczne. Stalin dążył jednocześnie do utrzymania pokoju z Wielką Brytanią i USA, mając nadzieję, że mocarstwa te dadzą mu się skupić na powojennej odbudowie kraju i uzyskaniu dodatniego wzrostu gospodarczego.
Także alianci zachodni byli podzieleni co do wizji powojennego świata. Cele Roosevelta były bardziej globalne od tych stawianych przez Churchilla; dla Roosevelta zwycięstwa militarne w Europie i Azji miały być kluczem dla amerykańskiej globalnej supremacji ekonomicznej nad Imperium Brytyjskim i utworzenia światowej organizacji pokojowej, Churchill natomiast skoncentrował się na zapewnieniu brytyjskiej kontroli nad Morzem Śródziemnym, utrzymaniu Imperium Brytyjskiego i walce o niezależność krajów Europy Środkowej i Wschodniej jako bufora między wpływami ZSRR i Wielkiej Brytanii. W opinii Amerykanów Stalin wydawał się potencjalnym sojusznikiem w realizacji ich własnych celów, natomiast według Wielkiej Brytanii Stalin stanowił zagrożenie dla realizacji wyznaczonych celów. Gdy ZSRR zajęło większość państw Europy Środkowej i Wschodniej, Stalin znalazł się w pozycji uprzywilejowanej i dwóch zachodnich przywódców rywalizowało o jego względy. Różnice między Rooseveltem i Churchillem doprowadziły do kilku odrębnych transakcji ze Związkiem Radzieckim. W październiku 1944 roku Churchill udał się do Moskwy i zgodził się na podział Bałkanów na strefy wpływów, w Jałcie natomiast Roosevelt podpisał ze Stalinem oddzielną umowę w odniesieniu do Azji i odrzucił propozycję brytyjskiego premiera dotyczące Polski i kwestii odszkodowań.
Dalsze negocjacje aliantów miały miejsce na konferencji w Jałcie w lutym 1945 roku, również i na tej konferencji nie udało się osiągnąć porozumienia co do powojennych granic. W kwietniu 1945 roku zmarł prezydent Roosevelt, a jego następcą został nie ufający Stalinowi Harry Truman, który politykę zagraniczną powierzył elitarnej grupie intelektualistów. W tym samym czasie zarówno Churchill, jak i Truman sprzeciwili się decyzji ZSRR o uznaniu ustanowionego przez Stalina Rządu Tymczasowego RP jako legalnego rządu Polski, będącej sojusznikiem Wielkiej Brytanii i członkiem koalicji antyhitlerowskiej. Rząd Tymczasowy RP, przemianowany z Polskiego Komitetu Wyzwolenia Narodowego był strukturą marionetkową, którą Stalin przeciwstawił w 1944 posiadającemu legalnemu i szerokie uznanie międzynarodowe Rządowi RP na uchodźstwie, z którym ZSRR zerwał stosunki dyplomatyczne 25 kwietnia 1943, po ujawnieniu grobów ofiar dokonanej przez NKWD zbrodni katyńskiej i wniosku rządu polskiego do Międzynarodowego Czerwonego Krzyża o śledztwo w sprawie zbrodni. Po zajęciu przez Armię Czerwoną obszarów Europy Środkowej po Łabę ZSRR rozpoczął proces sowietyzacji zajętych terytoriów i budowę systemu państw satelickich, początkowo pod fasadą demokracji parlamentarnej i rządów wielopartyjnych, faktycznie podporządkowanych Moskwie. Pozostałe rządy europejskie pozostały w zasięgu wpływów USA. W Niemczech alianci ustanowili strefy okupacyjne czterech mocarstw – USA, Wielkiej Brytanii, ZSRR i Francji (którą na konferencji jałtańskiej uznano za czwarte mocarstwo okupacyjne). Konferencja aliancka w San Francisco poprzez uchwalenie 26 czerwca 1945 Karty Narodów Zjednoczonych powołała Organizację Narodów Zjednoczonych (ONZ) mającą utrzymać na świecie pokój. Polska nie uczestniczyła w konferencji, wskutek sporu między Zachodem (uznającym Rząd Rzeczypospolitej Polskiej na uchodźstwie za legalnego reprezentanta Polski), a ZSRR (żądającym uznania ustanowionego przez siebie Rządu Tymczasowego RP). Zdolność działania Rady Bezpieczeństwa ONZ ograniczona była jednak przez prawo weta tzw. członków stałych Rady Bezpieczeństwa (USA,ZSRR, Wielka Brytania, Francja, Chiny) – zwycięskich mocarstw koalicji antyhitlerowskiej. W związku z tym ONZ zostało przekształcone w forum polemik, często wykorzystywane przez ZSRR jako trybuna propagandowa.

### Konferencja poczdamska i klęska Japonii
Na konferencji w Poczdamie, która rozpoczęła się pod koniec lipca, już po kapitulacji Rzeszy, podjęto ważne decyzje dotyczące przyszłego rozwoju Niemiec i reszty Europy Środkowo-Wschodniej. Ostry język uczestników wraz z widoczną antypatią potwierdzały wrogie zamiary między obiema stronami. W trakcie trwania konferencji Truman poinformował Stalina o tym, że USA posiadają nową potężną broń. Stalin zdawał sobie sprawę, że Amerykanie pracowali nad bombą atomową, ale uważając, że program atomowy stoi w miejscu, zareagował na wieść w spokojny sposób. Przywódca ZSRR wyraził zadowolenie z tejże informacji i wyraził nadzieję, że broń zostanie wykorzystana przeciwko Japonii. Tydzień po zakończeniu konferencji w Poczdamie USA dokonało ataku atomowego na Hiroszimę i Nagasaki. Wkrótce po ataku Stalin zarzucił amerykańskim urzędnikom, że Truman zaproponował mu zbyt mało realny wpływ na sytuację w okupowanej Japonii.

### Budowa bloku wschodniego

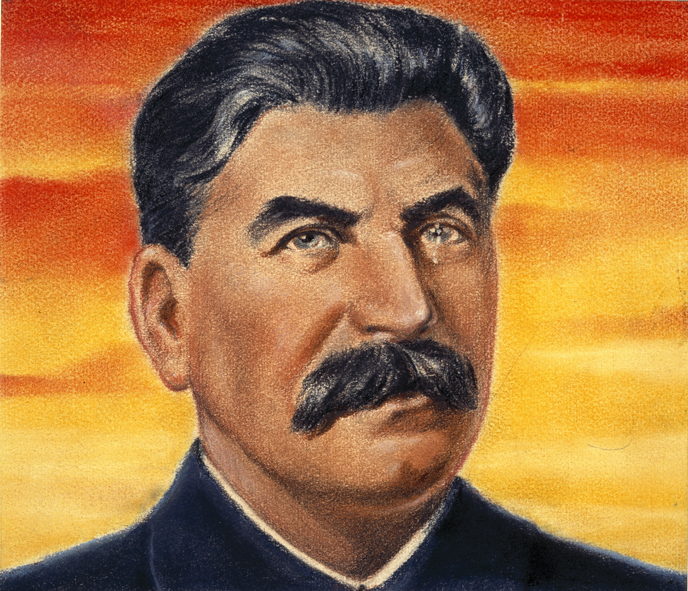
Wizerunek Józefa Stalina na jednym z plakatów

We wczesnym okresie II wojny światowej ZSRR utworzył podwaliny przyszłego bloku wschodniego poprzez aneksję ziem przyznanych ZSRR w ramach paktu Ribbentrop-Mołotow. Terenami tymi były wschodnie tereny II RP (przyłączone do Ukraińskiej SRR i Białoruskiej SRR), Łotwa (która stała się Łotewską SRR), Estonia (stała się Estońską SRR), Litwa (która stała się Litewską SRR, oprócz tego do Litwy włączono obszar Wileńszczyzny), fragment wschodniej Finlandii (Karelo-Fińska SRR) oraz wschodniej Rumunii (połączone z innymi ziemiami mołdawskimi utworzyły Mołdawską SRR).
Tereny Europy Środkowo-Wschodniej zajęte przez Armię Czerwoną zostały włączone do bloku wschodniego poprzez wciągnięcie ich w strefę wpływów ZSRR, krajami takimi stały się Niemiecka Republika Demokratyczna, Polska Rzeczpospolita Ludowa, Węgierska Republika Ludowa, Bułgarska Republika Ludowa, Czechosłowacka Republika Socjalistyczna, Rumuńska Republika Ludowa i Albańska Republika Ludowa (która jednak opuściła blok wschodni). W ramach konsolidacji bloku wschodniego NKWD nadzorowała tworzenie w tychże krajach organów tajnej policji, jednocześnie odsunięto od władzy przywódców przedwojennych, wielu z nich zostało uwięzionych, a w kilku przypadkach zostali oni rozstrzelani.
Rządy bloku wschodniego przyjęły gospodarkę planową i stłumiły rzeczywisty lub potencjalny sprzeciw wobec ich rządów. W ostatnim miesiącu wojny w Azji Armia Czerwona opanowała kontrolowaną przez Japończyków Mandżurię i zajęła terytorium koreańskie na północ od 38. równoleżnika. Premier Wielkiej Brytanii, Winston Churchill, był zaniepokojony ogromem rozmiarów wojsk radzieckich, które od tej pory rozmieszczone były na tak dużej powierzchni Europy.

#### Kryzys irański
Gdy po zakończeniu działań wojennych w 1945 roku Brytyjczycy wycofali się z Iranu, wojska radzieckie opóźniały swój powrót do kraju. Józef Stalin starał się bowiem o uzyskanie dla ZSRR koncesji na wydobywanie ropy naftowej w północnych prowincjach Iranu. Jednocześnie Sowieci usiłowali zapewnić sobie bazę polityczną w Iranie, współpracując z lewicową Partią Tude oraz współtworząc nową Demokratyczną Partię Azerbejdżanu (niechętną Tude). W grudniu 1945 roku przy poparciu ZSRR i działaczy lewicowych ogłoszono utworzenie separatystycznej Autonomicznej Republiki Azerbejdżanu z Seyidem Cəfərem Pişəvərim na czele.
Rząd azerskiej autonomii zainicjował umiarkowane reformy społeczne, utworzył system powszechnej służby zdrowia, wprowadził pełną kontrolę cen i ustawodawstwo antykorupcyjne. Nakazał również konfiskatę dóbr ziemskich właścicieli, którzy opuścili republikę, i rozdzielenie ich wśród chłopów. Ustanowił również język azerski językiem urzędowym autonomicznej prowincji w miejsce perskiego. W Tebrizie otwarty został uniwersytet oraz szereg azerskich instytucji kulturalnych, które pod rządami Rezy Szacha nie mogły funkcjonować. W ich rozwijaniu rząd wspierali nauczyciele, dziennikarze i działacze przybyli z Azerbejdżańskiej SRR. Niektórzy z nich liczyli na to, że terytorium Iranu zamieszkiwane przez Azerów zostanie wcielone do ZSRR. Do utworzenia w ten sposób „Wielkiego Azerbejdżanu” dążył m.in. pierwszy sekretarz Komunistycznej Partii Azerbejdżanu Mir Cəfər Bağırov. Z administracji republiki usunięto osoby pochodzenia nieazerskiego. 22 stycznia 1946 miejscowi separatyści ogłosili też powstanie niezależnej Republiki Kurdyjskiej, która również zyskała poparcie ZSRR. USA i Wielka Brytania zdecydowały się na dyplomatyczną konfrontację i ostatecznie wymogły na Stalinie podpisanie 26 marca 1946 układu, na mocy którego wojska radzieckie ostatecznie opuściły Iran. Politycy partii Tude zostali usunięci z rządu, parlament irański odrzucił ustawę przyznającą ZSRR naftowe koncesje, a separatystyczne republiki Azerów i Kurdów zostały zlikwidowane przez wojsko rządu Iranu.

### Początek konfliktu
W lutym 1946 roku George Kennan wysłał do Moskwy długi telegram, w którym wyraził twarde stanowisko rządu USA wobec rządu ZSRR, które to stało się podstawą strategii USA wobec ZSRR w czasie trwania zimnej wojny. We wrześniu strona radziecka wysłała poprzez ambasadora w ZSRR rządowi amerykańskiemu telegram Nowikowa, w którym USA oskarżone zostało o tworzenie monopoli kapitalistycznych dążących do wywołania nowej wojny. 6 września James Francis Byrnes wygłosił w Niemczech przemówienie, w którym odrzucił plan Morgenthaua (plan zakładający uczynienie z Niemiec kraju rolniczego) i ostrzegł ZSRR, że Ameryka utrzyma obecność militarną w Europie na czas nieokreślony. Jak miesiąc później przyznał Byrnes, sednem przemowy było pozyskanie w zimnej wojnie narodu niemieckiego. 9 lutego 1946 roku Józef Stalin wygłosił przemówienie, w którym stwierdził, że „komunizm i kapitalizm nie mogą koegzystować” oraz ogłosił plan „przygotowania ZSRR w ciągu pięciu lat na każdą ewentualność”. Wystąpienie zostało odebrane na zachodzie jako „deklaracja III wojny światowej”. Nazwę tej deklaracji ukuł sędzia amerykańskiego Sądu Najwyższego William Douglas. Radziecki dyktator stwierdził, że komunizm i kapitalizm nie mogą razem współistnieć i pewnego dnia musi nastąpić ich bezpośrednie starcie, stąd też zdecydował o zatrzymaniu wszelkiego handlu z Zachodem oraz o rozpoczęciu budowy nowoczesnej broni, bez względu na to, jak wiele kosztowałoby to Związek Radziecki.

Kilka tygodni później były premier Wielkiej Brytanii, Churchill, wygłosił przemówienie w Fulton w Missouri, w którym wezwał do utworzenie anglo-amerykańskiego sojuszu przeciwko ZSRR. W wystąpieniu Churchill stwierdził: 

Od Szczecina nad Bałtykiem do Triestu nad Morzem Adriatyckim zapadła żelazna kurtyna dzieląc nasz Kontynent. Poza tą linią pozostały stolice tego, co dawniej było Europą Środkową i Wschodnią. Warszawa, Berlin, Praga, Wiedeń, Budapeszt, Belgrad, Bukareszt i Sofia, wszystkie te sławne miasta i wszyscy ich mieszkańcy leżą w czymś, co trzeba nazwać strefą sowiecką, są one wszystkie poddane, w takiej czy innej formie, wpływowi sowieckiemu, ale także – w wysokiej i rosnącej mierze – kontroli ze strony Moskwy.

## Początek zimnej wojny

### Wojna domowa w Grecji

Symbol greckich lewicowych rebeliantów

#### Geneza
Już 3 i 4 grudnia 1944, po zmasakrowaniu lewicowych demonstrantów, według niektórych historyków bez wyjaśnionych do dziś przyczyn, ostrzelanych przez siły różnych formacji, uprzednio kolaboracyjnych i przy tym jawnie współpracujących z SS przez cały 1944 rok wybuchły gwałtowne, 35-dniowe walki w Atenach zapowiadając niebezpieczeństwo przyszłej wojny domowej. Już 5 grudnia Winston Churchill zlecił brytyjskiemu dowódcy w Atenach potraktowanie stolicy Grecji jak zbuntowanego miasta wroga, a nie miasta sojuszniczego. Z wielkim trudem strona rządowa zwyciężyła, używając także oddziałów byłych greckich hitlerowców.
Walki przerywane były negocjacjami, w których uczestniczył premier Wielkiej Brytanii. W styczniu 1945 lewica musiała pogodzić się z porażką, partyzanci wycofali się ze stolicy. Churchill zdecydował o opóźnieniu powrotu do Grecji protegowanego przez Wielką Brytanię monarchy greckiego Jerzego II, do czasu odbycia referendum o ustroju. Otworzyło to drogę do porozumienia zgody narodowej, podpisanego 12 lutego 1945 r. w Warkizie. Zostało ono jednak tylko częściowo zrealizowane przez partyzantów – oddziały ELAS, z nielicznymi wyjątkami, rozeszły się do domów, uprzednio przekazując Brytyjczykom posiadane uzbrojenie, w tym całą broń ciężką, jednak prawdopodobnie zachowując znaczną część broni osobistej, co ówcześnie było na prowincji naturalne. Porozumienia nie realizowała także strona rządowa, gdyż już w kilka tygodni po podpisaniu umowy z Warkizy rozpoczęto masowe prześladowania członków byłego ruchu oporu ELAS.

#### Przebieg walk
Na mocy porozumienia z Warkizy ELAS i inne ruchy partyzanckie zostały rozwiązane. W kraju przeprowadzono wybory powszechne (marzec 1946), które odbyły się w atmosferze głębokiego terroru osobistego oraz urzędowych prześladowań wobec byłych uczestników lewicowego ruchu partyzanckiego ELAS. Zdewastowano i dokonano napadów na 767 biur i punktów informacyjnych lewicy EAM. Okres pomiędzy starciami w Atenach a ponownym wybuchem walk partyzanckich, określany jest w greckiej historiografii mianem „białego terroru”; pojęciem tym posługują się również polscy autorzy Historii Grecji. Partie komunistyczne w tym czasie wezwały do bojkotu urn. W tych wyborach sukces odniosły siły rojalistyczne, reprezentowane przez Partię Ludową i jej szefa Konstantinosa Tsaldarisa. Formalnie działały jeszcze lewicowe partie polityczne, w tym KPG. Część lewicy zeszła do podziemia, zwłaszcza dziesiątki tysięcy prześladowanych, masowo aresztowanych i następnie torturowanych partyzantów byłego ruchu ELAS. Z powstałych jesienią 1945 roku oddziałów partyzanckich ruchu oporu (tymczasowo nie podejmujących innej walki niż samoobrona), w październiku 1947 komuniści utworzyli siły zbrojne. Powstałe dzięki temu Demokratyczne Wojsko Grecji (DSE) – dowódca gen. Markos Wafiadis) w 1948 r. liczyło ponad 26 000 żołnierzy zorganizowanych w 9 dywizjach i mniejszych jednostkach. Liczba ta była jednak nieporównywalnie mała w porównaniu z dawnymi siłami ELAS, w skład których wchodziło 119 tys. partyzantów i rezerwistów. Armia rządowa została uzbrojona przez Brytyjczyków. Od 1947 zadanie zaopatrywania armii rządowej przejęło USA, realizujące Doktrynę Trumana. Oddziały królewskie osiągnęły stan ponad 180 tys. żołnierzy i policjantów, w tym byłych żołnierzy i oficerów hitlerowskich.
Pod koniec 1947 powstańcy, panujący nad północnymi terenami Grecji, sformowali tam ponownie rząd tymczasowy (pierwszy partyzancki rząd tymczasowy centrolewicy za okupacji). Aż do tego momentu partyzanci byli postrzegani przez centrum i szeroką lewicę jako kombatanci ruchu oporu walczący o podstawowe prawa obywatelskie, o rzeczywistą demokrację i o suwerenność. Powołanie wyłącznie komunistów do drugiego rządu tymczasowego zakończyło ten idealistyczny okres postrzegania DSE. W początkach 1948 roku komuniści kontrolowali już większą część terytorium Grecji, jednak bez dużych miast. Od II połowy 1948 roku silniejsza i znacznie lepiej uzbrojona armia rządowa (lotnictwo, artyleria, ścisła blokada brzegów morskich) zaczęła odnosić sukcesy, wypierając komunistyczną partyzantkę w coraz bardziej górzyste tereny. Po odcięciu dróg zaopatrzenia wiodących z Jugosławii (po poparciu przez greckich komunistów Stalina w konflikcie z Tito) oraz po wysiedleniu przez armię rządową około 800 tysięcy ludności cywilnej, z terenów zagrożonych walkami, komuniści znaleźli się w bardzo trudnej sytuacji. Po kolejnych, przegranych bitwach, w masywach gór na Witsi i Grammos, w których przewaga armii rządowej była już co najmniej 10-krotna, komuniści zadecydowali o przerwaniu walk. Około 12,5-14 tysięcy spośród tych emigrantów osiedliło się w Polsce znajdującej się wtedy w bloku wschodnim.

### Polityka Trumana

#### Doktryna Trumana i powstrzymywania
Do 1947 r. doradcy prezydenta USA Harry’ego S. Trumana namawiali go do podjęcia natychmiastowych kroków w celu przeciwdziałania wpływom Związku Radzieckiego i nie dopuszczenia do rozłamu w bloku państw kapitalistycznych – już w lutym 1947 roku, rząd brytyjski ogłosił, że nie może już sobie pozwolić na finansowanie greckiego monarchicznego reżimu wojskowego walczącego przeciwko republikańskim powstańcom. Pomimo że powstańcom greckim poparcia udzielił tylko Tito, amerykańscy politycy o pomoc rebeliantom oskarżyli ZSRR, który miał według nich próbować wciągnąć Grecję w swoją strefę wpływów. USA przyjęło strategię powstrzymywania – jej celem było powstrzymywanie rozprzestrzeniania się komunizmu. Doktryna Trumana zapoczątkowała okres konsensu między Republikanami a Demokratami w zakresie polityki zagranicznej, który co prawda osłabł w okresie wojny wietnamskiej, jednak następnie został ponownie utrwalony. Poparcie dla tejże polityki wyraziły umiarkowane europejskie partie konserwatywne i socjaldemokraci – w praktyce oznaczało to niemal bezwarunkowe poparcie dla polityki NATO. Sprzeciw wobec konsensusu przyjętego w krajach zachodnich deklarowały ruchy, tj. pacyfistyczny z okresu wojny w Wietnamie czy też ruch sprzeciwu wobec broni atomowej, a także europejscy i amerykańscy komuniści którzy w ramach doktryny znaleźli się w środku operacji wywiadowych i byli wspierani przez KGB (po 1956 roku zachodni komuniści zdystansowali się jednak od proradzieckiego kursu).

#### Plan Marshalla, plan Mołotowa i czechosłowacki zamach stanu

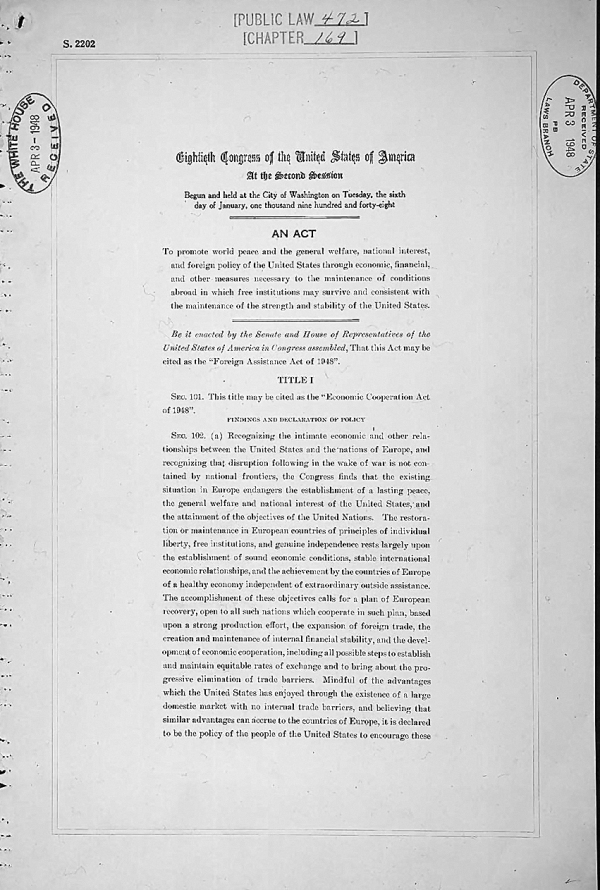
Pierwsza strona Foreign Assistance Act of 1948 – ustawy o planie Marshalla

Na początku 1947 roku doszło do bezskutecznych prób dojścia do porozumienia między Zachodem a ZSRR odnośnie do przyszłości ekonomicznej Niemiec. W czerwcu 1947 roku, Stany Zjednoczone zgodnie z doktryną Trumana uchwaliły plan Marshalla, który miał odbudować gospodarczo Europę w celu przeciwdziałania ewentualnym komunistycznym dojściom do władzy w krajach kontynentu (czy to na drodze wyborów czy rewolucji). Plan zakładał między innymi, że europejski dobrobyt jest uwarunkowany odbudową gospodarczą Niemiec. Miesiąc później Truman podpisał ustawę tworzącą struktury Departamentu Obrony, CIA i Rady Bezpieczeństwa Narodowego, które stały się głównymi instytucjami polityki USA okresu zimnej wojny. Stalin odrzucił plan Marshalla obawiając się, że integracja państw socjalistycznych z Zachodem doprowadzi do budowy w tychże krajach amerykańskich wpływów gospodarczych i politycznych. Radziecką alternatywą wobec planu Marshalla stał się plan Mołotowa zinstytucjonalizowany w styczniu 1949 roku w instytucje o nazwie Rada Wzajemnej Pomocy Gospodarczej. Stalinowi nie spodobał się również amerykański pomysł odtworzenia Niemiec – Stalin uważał, że powojenne Niemcy powinny być rozbrojone.
Na początku 1948 roku odbył się zamach stanu w Czechosłowacji. Pucz, który obalił wielopartyjny system Czechosłowacji i zastąpił go stricte jednopartyjnym systemem, zszokował amerykańską opinię publiczną i skłonił opozycję wobec planu Marshalla w Kongresie Stanów Zjednoczonych do poparcia polityki Trumana. Bliźniacze projekty doktryny Trumana i planu Marshalla doprowadziły do licznych inwestycji amerykańskich w Europie Zachodniej, Turcji i Grecji. To właśnie dzięki pomocy USA, greckie siły rządowe wygrały trwającą w tym kraju wojnę domową a Alcide De Gasperi z włoskiej Chrześcijańskiej Demokracji pokonał silny sojusz komunistyczno-socjalistyczny w wyborach z 1948 roku.

### Rozłam Tito-Stalin

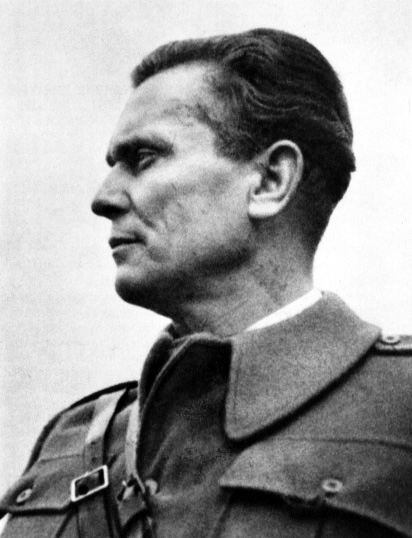
Josip Broz Tito

#### Geneza konfliktu
W okresie trwania wojny, KPJ wywierała wpływ na pozostałe partie komunistyczne kontynentu. Po zakończeniu wojny popierała rozszerzenie rewolucji na całą Europę, co odrzucała Moskwa obawiająca się konfrontacji z Zachodem. W przeciwieństwie do innych państw demokracji ludowej Europy, Jugosławia wyzwoliła się spod okupacji samodzielnie z niewielką tylko pomocą ZSRR. Chociaż Stalin był sojusznikiem lidera partyzantów, Josipa Broz Tity, już w 1945 roku założył w tamtejszej partii siatkę agentów. Po wojnie doszło do kilku incydentów zbrojnych pomiędzy Jugosławią a aliantami zachodnimi, ponieważ Tito pragnął zdobyć dawne terytoria Włoch na Istrii, a także miasta Zadar i Rijeka. Przywódca Jugosławii także chciał włączyć do swojego państwa miasto Triest, czemu sprzeciwiał się Zachód. Jednym z działań zbrojnych wynikających z tych dążeń była potyczka między samolotami jugosłowiańskimi a amerykańskimi 9 sierpnia 1946 roku. W latach 1945–1948 jugosłowiańskie lotnictwo ogółem zestrzeliło co najmniej cztery samoloty Stanów Zjednoczonych. Oprócz starć mnożyły się konflikty między Włochami a Jugosłowianami w Czterostronnej Komisji Granicznej (organie wytyczającym powojenne granice).
W Jugosławii utworzono plan militarny „Maksimum”, zakładający uderzenie militarne na Włochy i Grecję i wywołanie tam rewolucji, w przypadku gdy Jugosławia zostanie tylko zaatakowana przez któryś z tych krajów czy też USA. Plany te budziły u Stalina niepokój i były o tyle możliwe do zrealizowania, że w lipcu 1948 roku po nieudanym zamachu na lidera Włoskiej Partii Komunistycznej, Palmiro Togliattiego, na przemysłowej północy kraju doszło do zrywu robotniczego. Jugosłowiański Tito także popierał stronę republikańską w greckiej wojnie domowej (pomocy udzielały też ludowa Albania i Bułgaria sąsiadujące z Grecją). Na granicy grecko-jugosłowiańskiej mnożyły się incydenty militarne. Do niepokojącej sytuacji dochodziło też w Turcji. Atmosferę podgrzewał fakt ingerencji USA w wewnętrzne sprawy pogrążonych w chaosie państw. Wywoływało to obawy, iż półwysep bałkański stanie się zarzewiem nowej wojny. Mimo przeciwnego popieraniu republikańskich partyzantek stanowiska Moskwy, Tito przyjął w swoim kraju delegację hiszpańską, której członkowie mieli wrócić do swojej ojczyzny i zasilić oddziały antyfrankistowskiego ruchu oporu. W 1948 roku do Belgradu przybyła delegacja komunistów hiszpańskich. Delegaci chcieli uzyskać poparcie Tity dla ewentualnego powstania antyfrankistowskiego. Jugosłowianie nie zgodzili się na ingerencje w wewnętrzne sprawy kraju. Odrzucili forsowane przez ZSRR propozycje utworzenia firm mieszanych, co mogło spowodować kontrolę radziecką nad niektórymi gałęziami jugosłowiańskiej ekonomii. Odrzucono plan według którego Jugosłowianie odstąpić mieli od uprzemysłowienia. W odróżnieniu od innych komunistycznych przywódców, Tito nie uzgadniał polityki zagranicznej z radzieckim ministrem spraw zagranicznych, a radzieccy doradcy wojskowi i cywilni byli odprawiani gdy krytykowali drogę rozwoju wybraną przez reprezentantów titoizmu.

#### Utworzenie Kominformu i rozłam
We wrześniu 1947 roku z inicjatywy ZSRR utworzono Kominform, czyli Biuro Informacyjne Partii Komunistycznych i Robotniczych, którego celem było egzekwowanie nurtu ortodoksyjnego w ramach międzynarodowego ruchu komunistycznego i zwiększenie koordynacji partii komunistycznych w krajach bloku wschodniego. W zimie 1948 roku do Związku Radzieckiego przyjechała delegacja z Jugosławii. W rozmowach wziął udział również reprezentant Bułgarii, Georgi Dymitrow. Na spotkaniu dyskutowano nt. utworzenia ewentualnej Federacji Jugosłowiańsko-Bułgarskiej. Stalin oskarżył przy tym Titę, że chce on zjednoczyć się w jedno państwo z Albanią (dowodem miało być stworzenie projektu połączenia armii dwóch państw, działania armii Jugosławii w Albanii – w obawie przed inwazją grecką czy współpraca gospodarcza między krajami). Stalin potępił tę politykę i stwierdził, że zadaniem Jugosławii powinno być połączenie się Jugosławii i Bułgarii, a następnie utworzenie Federacji Bałkańskiej z udziałem Albanii. Tito nie zgodził się na ten pomysł – uznał natomiast, że Bułgaria powinna stać się republiką związkową Jugosławii. Na to z kolei nie godzili się Bułgarzy, którzy widzieli w tym próbę ograniczenia ich niezależności i byli zdecydowani przystać jedynie na możliwość konfederacji. Na wiosnę Tito wysłał do Stalina list, w którym domagał się naprawy błędów radzieckiej wersji systemu socjalistycznego. Radziecka odpowiedź doszła w dniu 4 maja. Przedstawiciele ZSRR upomnieli Tito i Komunistyczną Partię Jugosławii oraz ogłosili, że nie mają zamiaru naprawiać tego, co Tito nazwał błędami systemowymi. Strona radziecka zauważyła, że duma rządu Jugosławii wywodzi się z sukcesów przeciwko Niemcom, stąd też w liście przypomniano, jakoby to Armia Czerwona uratowała partyzantów przed zniszczeniem. Odpowiedź Broza nadeszła 17 maja. Jugosłowiański przywódca poinformował w niej, że sprawa ta zostanie rozstrzygnięta na czerwonym posiedzeniu Kominformu. Tito w obawie przed frontalnym atakiem na jugosłowiańskich komunistów nie zjawił się jednak na zjeździe. Józef Stalin wysłał kolejne listy 19 i 22 maja, w których ponownie zaatakował KP Jugosławii i oznajmił, że problem jugosłowiański będzie przedyskutowany na zjeździe niezależnie od tego czy pojawią się na niej Jugosłowianie. Dyktator krytycznie odniósł się do zrównania przez Jugosłowian ZSRR z krajami imperialistycznymi i stwierdził, że zasługi KPJ są takie same jak zasługi innych partii bloku wschodniego, a nawet są mniejsze od zasług KP Francji i Włoch. Wiedząc, że Kominform ma wśród członków stosunkowo spore poparcie, Tito starał się dojść do porozumienia ze Stalinem. Ponadto zbyt wczesne rozstanie się z blokiem wschodnim nie było korzystne dla Jugosławii ze względu na jej konflikt z mocarstwami zachodnimi. Wśród Czarnogórców i Serbów popularna była opcja prorosyjska, historycznie związana z okresem walk z Turkami. Na jednym z kolejnych spotkań Komitetu Centralnego ustalono, że w lipcu ruszy V Kongres partii, na którym Tito odwoła się do całej partii. Partia natomiast nie miała wziąć udziału w spotkaniu Biura w Bukareszcie. W obliczu kryzysu Tito rozważał podanie się do dymisji. Od pomysłu odciągnęło go jednak jego najbliższe otoczenie.
Kominform okazał się porażką po rozłamie Tito-Stalin w czerwcu 1948 roku gdy Kominform wydalił z listy członków partię jugosłowiańską. Jugosławia pozostała krajem demokracji ludowej, jednak przyjęła politykę niezaangażowania. Przy usunięciu KPJ powołano się na „nacjonalistyczne elementy”, które miały rzekomo przejąć dominującą pozycję w kierownictwie KPJ. Negowanie radzieckiego przywództwa przyniosło Ticie duży rozgłos na świecie, ale również zapoczątkowało okres niestabilności często zwany okresem Informbiura (Biura Informacyjnego). ZSRR, według rządu Jugosławii, próbował kilkukrotnie wyeliminować Titę drogą zabójstwa. W korespondencji między dwoma przywódcami, Tito otwarcie napisał o tym, że Stalin wysłał na niego pięciu zabójców, w tym jednego z karabinem i bombą. Zagroził przy tym wysłaniem zabójcy do Moskwy w celu zabicia oponenta. Oskarżenia Tity nie były bezpodstawne – ZSRR rzeczywiście zorganizowało grupę zamachowców na życie przywódcy Jugosławii. Stalin szykował zabójstwo Tity, które miał wykonać Józef Grygulewicz, agent, który wcześniej dokonał zamachów na Lwa Trockiego w Meksyku i hiszpańskiego rewolucjonistę Andreu Nina.

#### Następstwa rozłamu
Stosunkowo duża część komunistów jugosłowiańskich opowiedziała się za polityką Kominformu, np. w Czarnogórze za instytucją opowiedziało się czterech spośród dziewięciu członków tamtejszego komitetu partii komunistycznej. Staliniści w Czarnogórze próbowali nawet utworzyć własny ruch partyzancki. ZSRR prawdopodobnie chciało powołać w Bukareszcie satelicki rząd emigracyjny, co jednak się nie udało. Z inicjatywy titioistów rozpoczęły się represje na miejscowych sympatykach stalinizmu. Duża część stalinistów trafiła do więzienia o zaostrzonym rygorze na wyspie Goli otok.
Związek Radziecki w odwecie rozpoczął blokadę gospodarczą. Jednocześnie Stalin chciał dokonać przewrotu: liderem kraju miał zostać Andrij Hebranga – lider chorwackich komunistów, odsunięty od władzy z powodu skłonności nacjonalistycznych. W 1949 rozłam niemal przerodził się w wojnę. Zaczęły się wówczas na północnej granicy Jugosławii zbierać wojska Armii Czerwonej i Węgier. Po śmierci Stalina w 1953 roku, stosunki między obydwoma państwami zostały znormalizowane, a Jugosławia uzyskała pomoc z ZSRR i RWPG. W ten sposób Tito grał antagonizmami Wschód-Zachód na swoją korzyść. Jesienią 1951 roku podpisał z Amerykanami umowę o pomocy militarnej. Pomoc przekazana przez mocarstwa zachodnie w latach 1951–1954 wyniosła 407 milionów dolarów, z czego 82% tej sumy sponsorowała Ameryka.

### Blokada Berlina
1 stycznia 1947 roku Stany Zjednoczone i Wielka Brytania połączyły swoje strefy okupacyjne w Niemczech w Bizonię (w kwietniu 1949 roku zjednoczyła się ona z francuską strefą okupacyjną tworząc Trizonię). W ramach odbudowy gospodarczej Niemiec, na początku 1948 roku przedstawiciele zachodnich rządów europejskich i Stanów Zjednoczonych ogłosili umowę o fuzji zachodnich obszarów niemieckich w ramach systemu federalnego. Ponadto zgodnie z planem Marshalla ruszyła ponowna industrializacja i odbudowa gospodarki niemieckiej, która zakładała m.in. zastąpienie starej reichsmarki nową marką niemiecką. W odpowiedzi na industrializację Niemiec i zjednoczenie stref okupacyjnych, Stalin w nocy z 23–24 czerwca 1948 rozpoczął blokadę Berlina, która stała się jednym z pierwszych poważniejszych kryzysów zimnej wojny. ZSRR w ten sposób zapobiegł przyjazdom transportów do części Berlina znajdującego się pod zachodnią kontrolą (Berlin Zachodni). Francja, USA, Wielka Brytania, Kanada, Nowa Zelandia i Australia oraz kilka innych państw zareagowało na radziecką blokadę utworzeniem linii, która dostarczała do Berlina Zachodniego towary drogą lotniczą. ZSRR i władze wschodniego Berlina postanowiły więc doprowadzić do zmiany rządów w zachodniej części Berlina rozpoczynając tam antyrządową kampanię medialną (podobną do wcześniejszej kampanii z 1946 roku). Kampania okazała się klęską a wybory samorządowe w zachodniej części Berlina okazały się klęską sił komunistycznych. W maju 1949 roku Stalin zniósł blokadę. Do kwestii Niemiec Stalin powrócił w 1952 roku, gdy ogłosił plan zjednoczenia Wschodnich i Zachodnich Niemiec w ramach jednego rządu nadzorowanego przez ONZ, propozycja ta została jednak odrzucona przez zachodnie mocarstwa.

### Utworzenie NATO, walka wywiadowcza i medialna
W kwietniu 1949 roku Wielka Brytania, Francja, Stany Zjednoczone, Kanada i osiem innych państw Europy Zachodniej podpisało Traktat Północnoatlantycki ustanawiający nowy sojusz militarny, NATO. ZSRR w obawie przed siłą państw zachodnich w NATO wzmocnił swój potencjał militarny i w sierpniu dokonał detonacji bomby atomowej w Semej w Kazachstanie. Po nieudanych wysiłkach radzieckiej dyplomacji zmierzających do zakończenia odbudowy Niemiec, w kwietniu 1949 roku Wielka Brytania, USA i Francja ogłosiły utworzenie Republiki Federalnej Niemiec składającej się z zachodnich terenów alianckiej okupacji. W październiku z kolei ZSRR ogłosił utworzenie ze swojej strefy okupacyjnej odrębnego państwa niemieckiego – Niemieckiej Republiki Demokratycznej, która przyjęła model ustrojowy zbliżony do dotychczasowych państw demokracji ludowej. Na początku lat 50. USA rozpoczęły pracę nad remilitaryzacją Niemiec Zachodnich i w 1955 roku zapewniły RFN pełne członkostwo w bloku NATO. Tym samym USA ostatecznie odrzuciło propozycję Ławrientija Berii z maja 1953 roku zakładającą utworzenie zjednoczonych Niemiec pozostających państwem neutralnym na arenie międzynarodowej.
Pod koniec lat 40. oba bloki rozpoczęły ostrą rywalizację na gruncie mediów. Media w bloku wschodnim służyły atakom na blok zachodni i krytyce kapitalizmu oraz wojen prowadzonych przez zachodnie mocarstwa. Kontrola mediów przez państwo umacniało trwanie ustroju socjalistycznego w Europie Środkowo-Wschodniej. Kraje zachodu poprzez Głos Ameryki i BBC rozpoczęły akcje propagandowe w krajach bloku socjalistycznego, które szczególnie przybrały na sile po utworzeniu w 1949 roku Radia Wolna Europa, którego celem było doprowadzenie do pokojowego rozpadu systemu komunistycznego w Europie i budowa zastępczych źródeł informacji względem nadajników rządowych państw bloku wschodniego. Stany Zjednoczone za pośrednictwem CIA finansowały wiele innych projektów, które miały przeciwdziałać komunistycznym wpływom w Europie oraz próbowały organizować ruchy opozycyjne. Na przełomie lat 40. i 50. rządy brytyjskie i amerykańskie próbowały nawet zorganizować ruch partyzancki w rządzonej przez komunistów Albanii, co jednak nie udało się ze względu na wykrycie przez służbę bezpieczeństwa (dzięki pomocy radzieckiej siatki szpiegowskiej z Cambridge i Kima Philby’ego) zachodnich agentów i ich likwidację.

### Chińska wojna domowa, sytuacja w Azji i SEATO

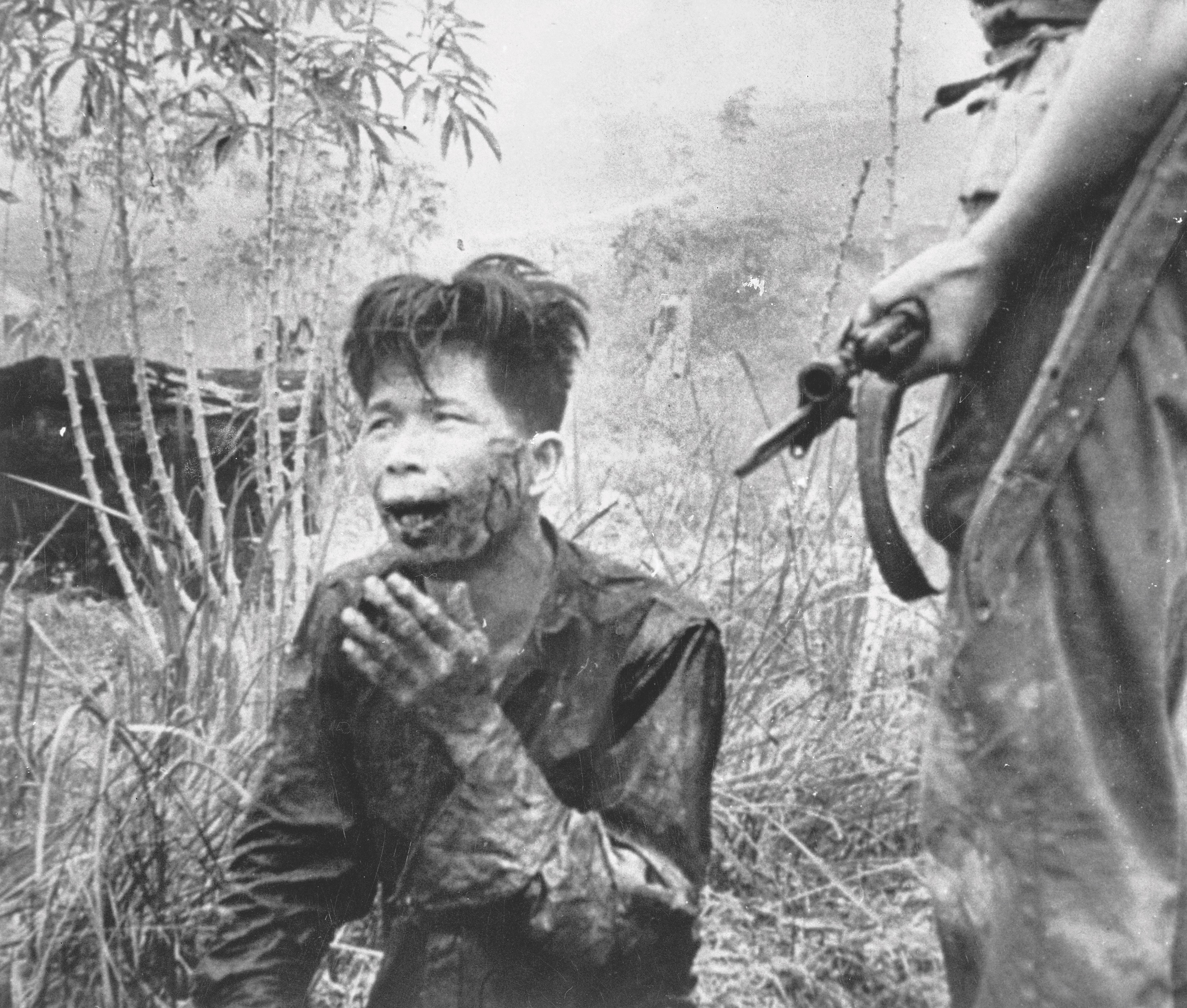
Ranny powstaniec malajski schwytany przez brytyjskich żołnierzy w 1952 roku

W 1949 roku Chińska Armia Ludowo-Wyzwoleńcza Mao Zedonga pokonała w toczącej się z przerwami od lat 30. wojnie domowej wspierane przez USA siły Kuomintangu Czang Kaj-szeka. W miejsce dotychczasowej Republiki Chińskiej, Mao utworzył Chińską Republikę Ludową, z którą to ZSRR szybko utworzył sojusz. Komuniści chińscy odwołując się do chińskiego nacjonalizmu zdobyli poparcie wielkiej części chłopskiego społeczeństwa, co zmusiło Czanga i Kuomintang do ewakuowania się na Tajwan. W obliczu rewolucji w Chinach i zakończenia w 1949 roku amerykańskiego monopolu atomowego, administracja Trumana znacznie zwiększyła wydatki na tworzenie prozachodnich bloków militarnych i armię.
USA zwiększyło aktywność polityczną na obszarze Azji, Afryki i Ameryki Łacińskiej, gdzie przeciwdziałały rewolucyjnym ruchom nacjonalistycznym walczącym o likwidację imperiów kolonialnych. Te rewolucyjne ruchu niekiedy były wspierane finansowo przez ZSRR i często uczestniczyły w nich lokalne partie komunistyczne. Na początku lat 50., USA utworzyły szereg sformalizowanych sojuszy z Japonią, Australią, Nową Zelandią, Tajlandią i Filipinami. W 1951 roku z amerykańskiej inicjatywy utworzono Pakt Bezpieczeństwa Pacyfiku, a w 1954 roku SEATO – w ramach tych sojuszy USA zyskało wiele długoterminowych baz wojskowych w Azji i na Pacyfiku.
Rewolucyjnymi ruchami, które zagroziły interesom amerykańskim na Pacyfiku byli m.in. filipińscy powstańcy chłopscy z Hukbong w dużej mierze wywodzący się z ruchu oporu w czasie okupacji, którzy w 1948 roku rozpoczęli zbrojną rebelię. Powstanie z pomocą USA zostało stłumione na początku lat 50. Głównym celem powstańców była reforma rolna i zerwanie stosunków z USA, których Filipiny były niegdyś kolonią. W tym samym roku rozpoczęło się powstanie malajskie toczone przez Armię Wyzwolenia Narodowego Malajów (organizacji powiązanej z Komunistyczną Partią Malajów) z siłami brytyjskiej Wspólnoty Narodów. Celem malajskich powstańców było wypracowanie niepodległości kraju. Administracja kolonialna do 1960 roku stłumiła powstanie drogą represji wobec malajskich cywili (masowe egzekucje, tortury i użycie broni chemicznej (kwas 2,4-dichlorofenoksyoctowy i kwas 2,4,5-trichlorofenoksyoctowy)), Brytyjczycy przeprowadzili masowe przesiedlenia ludności oskarżanej o możliwe sprzyjanie partyzantom (liczba przesiedlonych osób wynosi około pół miliona osób). Klęska powstania malajskiego była też efektem braku wsparcia dla powstańców ze strony zagranicy, w tym ze strony ZSRR, która przekazała powstańcom jedynie nieliczną pomoc.

### Wojna koreańska

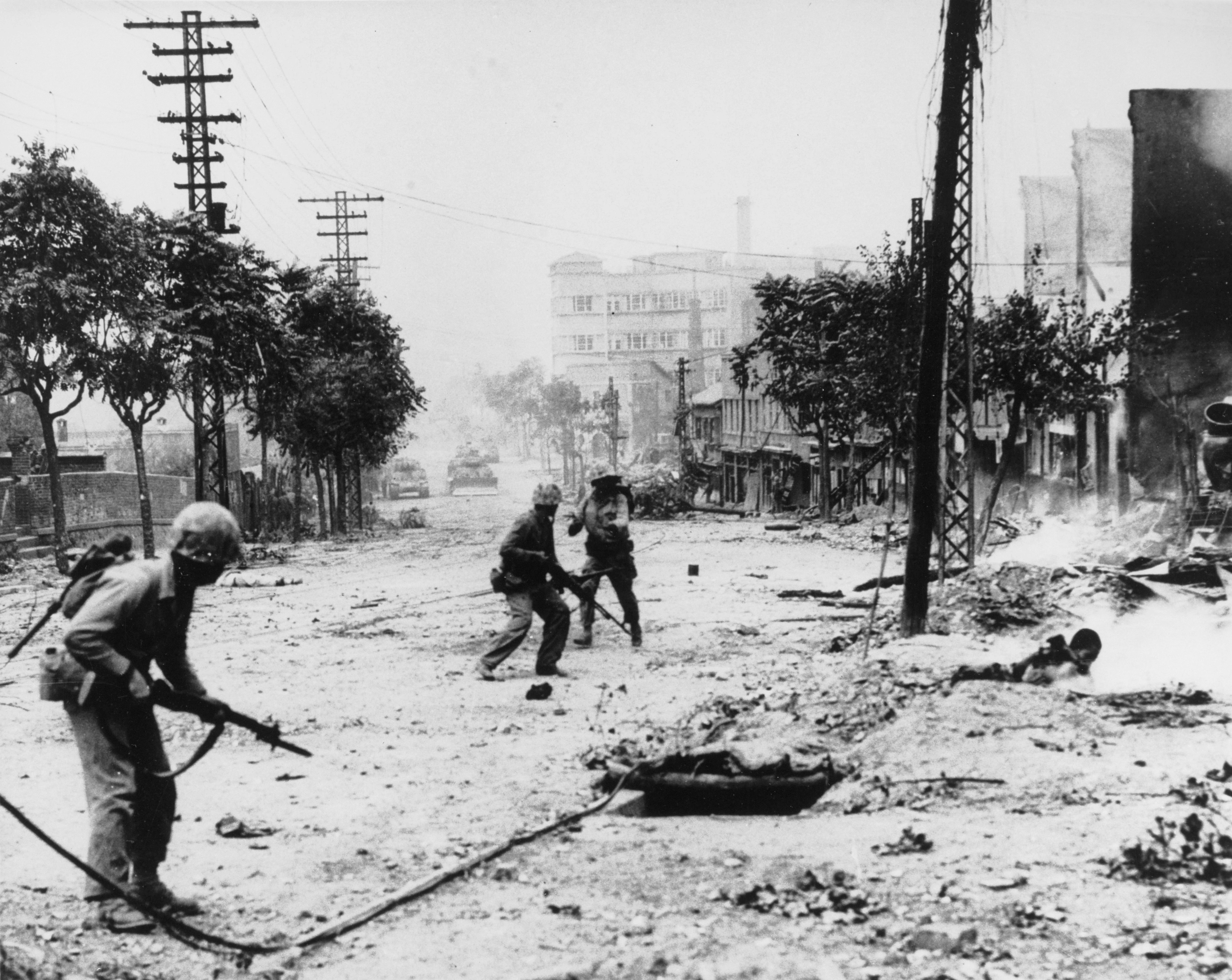
Amerykańscy marines podczas walk ulicznych w trakcie wyzwalania Seulu.

Zapalnym punktem zimnej wojny był Półwysep Koreański podzielony na komunistyczną Koreańską Republikę Ludowo-Demokratyczną i prozachodnią Republikę Korei. W 1950 roku wojska KRLD dokonały inwazji na obszar Korei Południowej co było owocem wcześniejszych napięć między oboma państwami koreańskimi i napiętej sytuacji na południu kraju (powstanie Czedżu). Rada Bezpieczeństwa ONZ (w której nie uczestniczył przedstawiciel ZSRR), wobec żądania ZSRR, by miejsce Republiki Chińskiej zajął przedstawiciel ChRL, potępiła agresję i upoważniła USA do stworzenia sił zbrojnych ONZ do odparcia agresji. Siły ONZ złożone były z wojsk Korei Południowej, USA, Wielkiej Brytanii, Turcji, Kanady, Kolumbii, Australii, Francji, RPA, Filipin, Holandii, Belgii, Nowej Zelandii oraz Etiopii. W październiku 1950 roku Mao Zedong podjął decyzję o wysłaniu do Korei Ludowej Armii Ochotniczej, która wsparła KRLD. Dwuznaczne stanowisko zajęło ZSRR, które odmówiło większego wsparcia sił Korei Ludowo-Demokratycznej.
Opinia publiczna w krajach uczestniczących w operacji ONZ była mocno podzielona, szczególnie w Wielkiej Brytanii, gdzie liczne grono ludzi sprzeciwiało się uczestnictwu w wojnie. Wiele osób obawiało się eskalacji wojny, a nawet wybuchu wojny nuklearnej. Silna opozycja względem wojny była przyczyną często napiętych relacji brytyjsko-amerykańskich. Z tych powodów brytyjscy politycy szukali sposobu na jak najszybsze zakończenie konfliktu, prędkie wycofanie wszystkich obcych sił ONZ i zjednoczenie Korei pod auspicjami tej organizacji.
Wojna zakończyła się w 1953 roku powrotem do przedwojennego status quo, w wyniku czego na północy ugruntował się komunistyczny, scentralizowany i oparty na kulcie jednostki rząd Kim Ir Sena, a na południu do rebelii z lat 60. władzę sprawował wspierany przez USA autorytarny i skorumpowany dyktator Li Syng Man.

## Kryzys i eskalacja (1953-1962)

### Zmiana władzy w ZSRR i USA
Zarówno w USA, jak i w ZSRR od 1953 roku zmienili się przywódcy. Prezydent Dwight D. Eisenhower obiecywał w kampanii wyborczej zakończenie konfliktu i zmniejszył wydatki na zbrojenia. Nikita Chruszczow po wygraniu wewnątrzpartyjnego starcia z Gieorgijem Malenkowem, Berią i Mołotowem został nowym liderem partii KPZR od września 1953 roku i stał się symbolem procesu destalinizacji. Chruszczow zmienił stosunek rządu ZSRR do Jugosławii i zawarł układ w sprawie Austrii. W 1955 roku Chruszczow doprowadził do spotkania w Genewie przywódców: USA, Wielkiej Brytanii, Francji i ZSRR, a 25 lutego 1956 roku zszokował delegatów na 20. Zjeździe KPZR, na którym ujawnił liczne zbrodnie reżimu Stalina i potępił stalinowski ustrój od którego w swoich rządach odszedł. Mimo początkowego bardziej pokojowego podejścia Eisenhowera, jego sekretarz stanu John Foster Dulles opracował strategię „New Look” w ramach której zwiększono amerykański potencjał nuklearny a oprócz tego amerykański rząd przeprowadził szereg interwencji w krajach Trzeciego Świata. Chwilą odprężenia zimnowojennego był okres kryzysu sueskiego, w którym to zarówno USA i ZSRR poparły prezydenta Egiptu Gamala Abdela Nasera, który dokonał nacjonalizacji kanału sueskiego spotykając się przy tym z interwencją ze strony Izraela, Wielkiej Brytanii i Francji.

### Układ Warszawski i interwencja na Węgrzech
Już po śmierci Stalina w 1953 roku z inicjatywy Sowietów w 1955 roku utworzono Układ Warszawski, czyli blok wojskowy skupiający kraje socjalistyczne Europy Środkowo-Wschodniej (z wyjątkiem Jugosławii). Pierwszym wyzwaniem dla Układu Warszawskiego okazała się sytuacja, która wynikła na Węgrzech w 1956 roku po tym, gdy Chruszczow z urzędu usunął dotychczasowego stalinowskiego przywódcę Mátyása Rákosiego co wywołało zbrojne powstanie. Nowym przywódcą kraju został liberalny komunista Imre Nagy, który formalnie rozwiązał tajną policję, ogłosił zamiar wycofania się z Układu Warszawskiego i zobowiązał się do przywrócenia wolnych wyborów. Te liberalne reformy rządu węgierskiego doprowadziły do interwencji wojsk radzieckich, która obaliła dotychczasowy rząd i zastąpiła go nowym proradzieckim. Wydarzenia na Węgrzech doprowadziły do załamania światopoglądowego wewnątrz partii komunistycznych na świecie, szczególnie tych z Europy Zachodniej. Partie, w związku z rozczarowaniem wobec polityki ZSRR, odnotowały duży spadek liczby członków. Partie komunistyczne na Zachodzie w większości już nigdy nie odzyskały siły, jaką dysponowały przed interwencją wojsk ZSRR, a sama interwencja została skrytykowana także przez wielu polityków komunistycznych, w tym Milovana Đilasa, który stwierdził, że interwencja na Węgrzech była raną zadaną komunizmowi. USA w tym czasie skoncentrowały się na propagandzie, mającej udowodnić sukces liberalnej wersji kapitalizmu.

### Kryzys berliński i integracja europejska
W listopadzie 1958 roku Chruszczow podjął nieudaną próbę włączenia wszystkich części Berlina w skład wolnego i zdemilitaryzowanego miasta. Tym samym dał USA, Wielkiej Brytanii i Francji sześciomiesięczne ultimatum do wycofania swoich wojsk z okupowanych sektorów Berlina Zachodniego. NATO formalnie odrzuciło ultimatum w połowie grudnia, a Chruszczow wycofał się z niego na konferencji genewskiej poświęconej sprawie niemieckiej. W latach 50. doszło do rozpoczęcia procesu integracji europejskiej. Budziło to pewne obawy administracji Trumana i Einsehowera, którzy uważali, że zjednoczenie Europy doprowadzi do rozpadu bloku zachodniego, a tym samym zwiększenia wpływów ZSRR.

### Sytuacja w Trzecim Świecie
Ruchy nacjonalistyczne w niektórych krajach i regionach, zwłaszcza w Gwatemali, Indonezji i Indochinach były postrzegane na Zachodzie jako skłonne do sojuszu z komunistami. W kontekście tej sytuacji Stany Zjednoczone i Związek Radziecki coraz bardziej rywalizowały o wpływy w Trzecim Świecie szczególnie odkąd dekolonializacja nabrała rozpędu w latach 50. i na początku lat 60. Ponadto Sowieci w rozpadzie imperialnych mocarstw widzieli zwycięstwo ideologii komunistycznej.
Stany Zjednoczone za pośrednictwem CIA doprowadziły do likwidacji szeregu nieprzyjaznych Ameryce rządów Trzeciego Świata. W 1953 roku CIA zrealizował operację Ajax, w ramach której dokonano puczu przeciwko premierowi Iranu Mohammadowi Mossadeghowi. Mossadegh cieszący się szerokim poparciem społecznym dokonał nacjonalizacji brytyjskich firm naftowych i prowadził niezaangażowaną politykę zagraniczną co doprowadziło do tego, że przez brytyjską i amerykańską administrację jego rząd został uznany za zmierzający w stronę komunizmu. Po przeprowadzeniu zamachu stanu pełną władzę autokratyczną przejął prozachodni szach Mohammad Reza Pahlawi, który rządził za pomocą policji politycznej SAVAK, stłumił bunty społeczne i zdelegalizował lewicową partię Tude. Rok później CIA wsparło pucz wojskowy skierowany przeciwko lewicowemu prezydentowi Gwatemali, Jacobo Arbenzowi Guzmánowi kończąc tym samym etap rewolucji gwatemalskiej. Nowa junta proamerykańska na czele z Carlosem Castillo Armasem cofnęła postępową reformę gruntów wprowadzoną przez poprzednie administracje i zwróciła zajęte przez rząd dobra w ręce United Fruit Company.
Od 1956 roku rozpoczęły się także poważne problemy niezaangażowanego rządu Indonezji na czele z Sukarno po tym, gdy wielu regionalnych przywódców zaczęło domagać się autonomii. Po tym, gdy mediacje nie udały się, Sukarno podjął szereg akcji mających na celu odsunięcie od władzy lokalnych przywódców. W 1958 roku grupa dowódców wojskowych powołała Rewolucyjny Rząd Republiki Indonezji, zmierzający do obalenia Sukarno. Rebelianci otrzymali broń oraz środki finansowe od CIA. Rebelianci zostali pokonani pod koniec 1958 roku, a ostatnie oddziały partyzanckie poddały się w 1961 roku.
30 czerwca 1960 roku, Belgia po wcześniejszych zamieszkach przyznała Kongu niepodległość, a premierem kraju został Patrice Lumumba. Już w trakcie ceremonii niepodległościowej doszło do sporu między Lumumbą a przedstawicielami rządu Belgii. Kilka dni po zdobyciu niepodległości przez Kongo, Lumumba podjął brzemienną w skutkach decyzję, aby podnieść płace wszystkich pracowników rządowych z wyjątkiem wojska. Wiele jednostek wojskowych dowodzonych przez białych dowódców (cała kadra oficerska pozostała biała) sprowokowanych przez Belgów, sprzeciwiło się tym planom. Bunty wojska szybko rozprzestrzeniły się w całym kraju, co doprowadziło do ogólnego załamania porządku a rozwój szabrownictwa doprowadził do wyjazdu z kraju wielu Europejczyków. 5 lipca 1960 roku w Leopoldville z kolei wybuchł bunt żołnierzy kongijskich, którzy domagali się odesłania oficerów belgijskich, a bunt ten został poparty przez ludność. Wykorzystując zamieszanie, najbogatsza prowincja kraju, Katanga ogłosiła 11 lipca 1960 niepodległość, a jej premierem został regionalny przywódca Moïse Tshombe. Separatyści uzyskali wsparcie ze strony rządu Belgii i firm górniczych. Kryzys państwa doprowadził do wymuszonej przez CIA interwencji prezydenta Josepha Kasavubu, który nakazał uwięzienie i egzekucję Lumumby we wrześniu 1960 roku. W kolejnych latach kryzysu kongijskiego władzę w wyniku zamachu stanu przejął wspierany przez CIA pułkownik Mobutu Sese Seko.
Po tym, gdy w wyborach w 1953 roku urząd premiera w rządzie kolonialnym Gujany Brytyjskiej objął kandydat lewicowej Ludowej Partii Postępowej, Cheddi Jagan doszło do brytyjskiej interwencji, w wyniku której Jagan został zmuszony do rezygnacji a wielu przywódców partii trafiło do więzień. W 1955 roku nie chcąc ponownego zwycięstwa Ludowej Partii Postępowej władze brytyjskie wywołały w partii rozłam, mimo to partia ponownie zwyciężyła w wyborach kolonialnych w 1957 i 1961 roku a premierem ponownie został Jagan.
Od 1946 roku trwała I wojna indochińska pomiędzy Demokratyczną Republiką Wietnamu a Francją o wyzwolenie Wietnamu spod kolonialnej administracji francuskiej. W 1954 roku odbyła się bitwa pod Dien Bien Phu, która zakończyła się triumfalnym zwycięstwem sił wietnamskich. Klęska Francuzów spowodowała konferencję genewską w 1954 roku na której Wietnam podzielono na prowschodnią Północ i prozachodnie Południe. W latach 1954–1961, Eisenhower wysyłał prozachodniemu reżimowi Wietnamu Południowego pomoc gospodarczą i doradców wojskowych, co miało zapobiec wysiłkom na rzecz destabilizacji kraju podejmowanych przez lokalnych komunistów i rząd Północnego Wietnamu.
Wiele państw z Azji, Afryki i Ameryki Łacińskiej odrzuciło wybór między uczestnictwem w bloku Wschodnim lub Zachodnim. W 1955 roku w Bandung w Indonezji odbyła się konferencja z udziałem rządów Trzeciego Świata (oraz Jugosławii) które postanowiły pozostać w zimnej wojnie niezależne. W 1961 roku odbyła się kolejna konferencja, tym razem w jugosłowiańskim Belgradzie na której powołano Ruch Państw Niezaangażowanych. W tym samym czasie Chruszczow poszerzył więzi z Indiami i innymi państwami ruchu niezaangażowania. Od tego czasu prężnie rozwijały się ruchy niepodległościowe które spowodowały również wzrost tendencji nacjonalistycznych w już niepodległych państwach Azji i Ameryki Łacińskiej.

### Rozłam chińsko-sowiecki

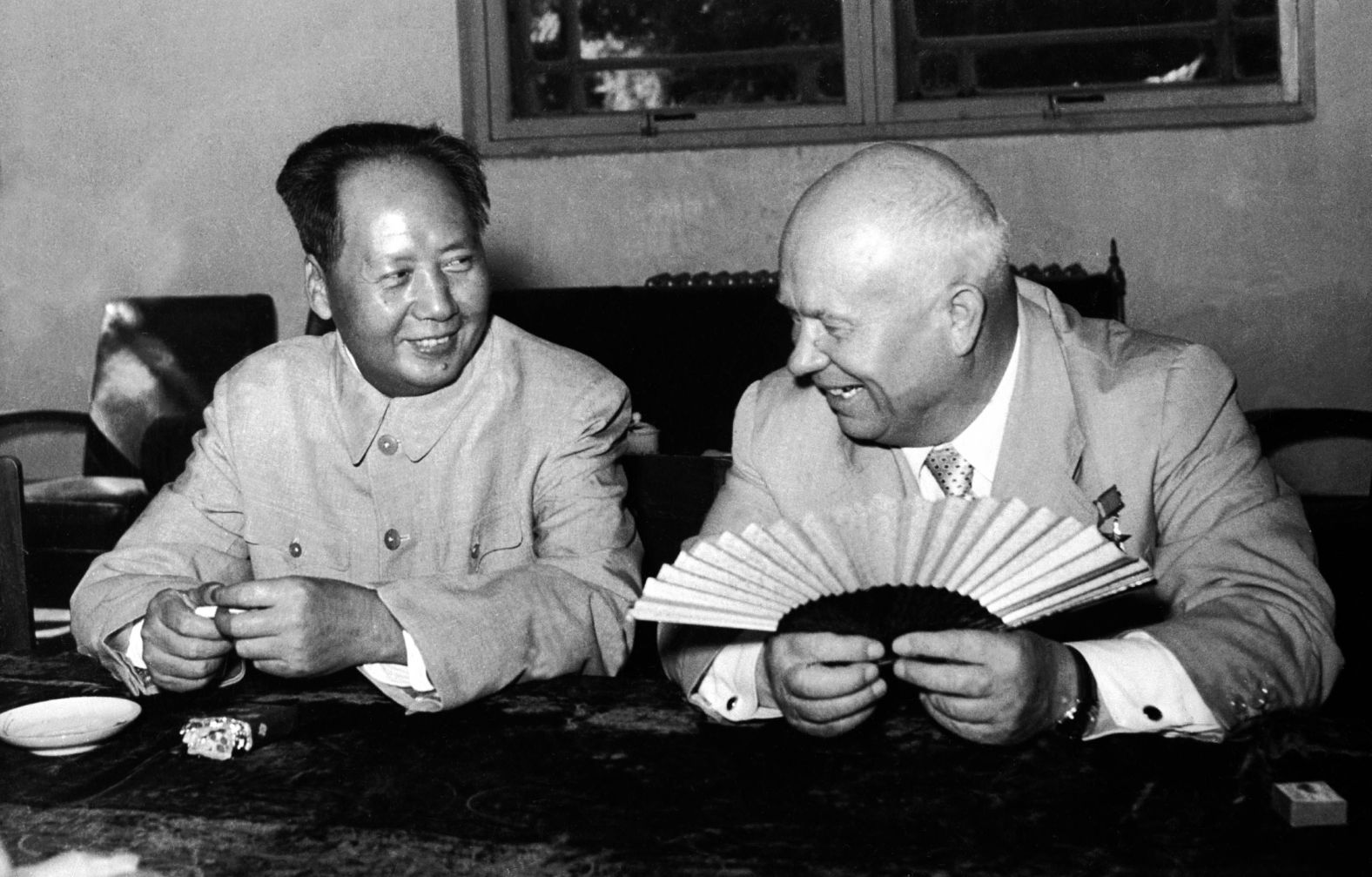
Mao Zedong i Nikita Chruszczow w 1958 roku

Okres po 1956 roku był okresem niepowodzeń ZSRR. Było to spowodowane przede wszystkim rozbiciem sojuszu chińsko-sowieckiego. Przyczyną rozłamu między dwoma mocarstwami był konflikt między Mao Zedongiem a Nikitą Chruszczowem. Mao bronił Stalina, gdy Chruszczow zaatakował go już po jego śmierci w 1956 roku, ponadto uważał on nowego lidera ZSRR jako tego, który zatracił rewolucyjne ideały. Z drugiej strony Chruszczow w kontekście stosunku do wojny jądrowej określił Mao jako „szaleńca na tronie. Od 1958 oba socjalistyczne kraje nie szczędziły sobie wzajemnej krytyki. ZSRR oskarżał ChRL o nacjonalizm, a Chińczycy władze ZSRR o rewizjonizm. Rząd chiński skrytykował wznowienie przez ZSRR stosunków dyplomatycznych z Federacją Jugosławii, likwidację Kominformu i wdrażanie doktryny pokojowego współistnienia. Chruszczow z kolei potępił realizowany w Chinach wielki skok naprzód. Przywódca ZSRR miał również Mao za złe, że samowolnie sprowokował w 1958 roku zbrojny konflikt w Cieśninie Tajwańskiej. W 1959 roku ZSRR zerwało porozumienie o dostawie do Chin technologii wojskowych i broni atomowej, Chińczycy natomiast odmówili zgody na budowę na swoim terytorium radzieckiej rozgłośni radiowej i odrzucili radzieckie plany utworzenia wspólnej marynarki wojennej.
Po rozłamie Chruszczow próbował wielu desperackich prób przywrócenia sojuszu z Chinami, jednak Mao uważał je za bezużyteczne i odmawiał wszelkich negocjacji. Rozłam wpłynął na wzajemną, propagandową rywalizację obu stron wewnątrz ruchu komunistycznego. Sowieci na pewien czas skupili się na rywalizacji o przywództwo światowego ruchu komunistycznego z maoistowskimi Chinami. Z państw socjalistycznych po stronie Chin opowiedziały się jedynie Albania, a w latach 70. Demokratyczna Kampucza.

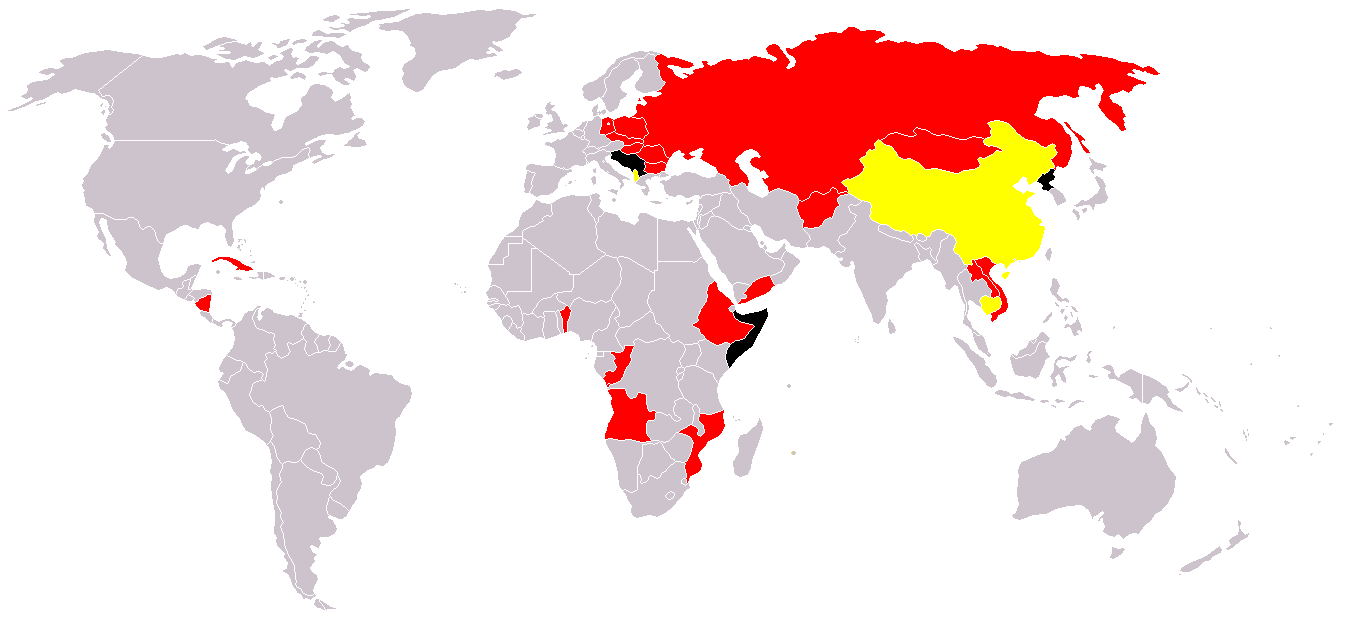
Państwa demokracji ludowej oznaczone na czerwono opowiedziały się za ZSRR, a oznaczone na żółto za ChRL. Korea Północna, Somalia i Jugosławia, oznaczone na czarno, nie opowiedziały się po żadnej ze stron

#### Rywalizacja w ruchu komunistycznym
Na początku lat 60. maoiści prowadzili zintensyfikowaną kampanię w krajach Europy zachodniej. W 1963 roku założono zagraniczne wersje pisma „Pekin Review”. Radio Pekin dla zagranicy zwiększyło liczbę programów. Dużą rolę w tworzeniu ruchów maoistycznych mieli chińscy ambasadorzy, którzy kolportowali pisma i nawiązywali współpracę z sympatykami antyrewizjonistycznego leninizmu. Na skutek działań propagandy chińskiej wiele środowisk zachodnich uznawało chiński wariant leninizmu jako klasyczny wzorzec ideologii. Prasa zachodnia atakowała ZSRR za odejście od wzorca komunistycznego, którym miało być ChRL i określała ZSRR jako kraj rewizjonistyczny czy też pisała o ustroju maoistowskiego ChRL jako ustroju o charakterze demokratycznym. W 1967 roku KP Chin poparła 79 organizacji, w 1971 roku grup takich było jedynie 25. Stopniowo KPCh ograniczyło tę politykę, ponownie udzielając poparcia maoistom europejskim i łagodząc rewolucyjną taktykę – liberalizacja kursu została skrytykowana przez część grup maoistowskich. Już po śmierci Mao kierownictwo KPCh zrewidowało jego politykę i rozpoczęło otwarcie na Zachód. Część zagranicznych maoistów opowiedziała się za maoizmem proalbańskim, czyli hodżyzmem krytykującym maoistyczną teorię trzech światów i reformy dengistowskie.

##### Wystąpienie Albanii z bloku wschodniego
Rządzona przez Envera Hodżę Albania znalazła się w podobnej sytuacji co Chiny. Chiny, aby przyciągnąć tenże kraj do siebie, zwiększyły pomoc gospodarczą udzielaną temu państwu. Jednocześnie podobne kroki podjęło ZSRR, które starało się utrzymać Albanię jako swojego sojusznika. Do ostatecznego rozłamu Albanii z demokracjami ludowymi doszło po tym, gdy Chruszczow wypowiedział się za koncepcją nadania greckiemu Północnemu Epirowi statusu autonomii czemu przeciwni byli Albańczycy. Na skutek rozłamu doszło do zbliżenia chińsko-albańskiego. W porównaniu do dawnych sojuszników Albanii – Jugosławii i ZSRR, Chiny miały najmniejszy wpływ ekonomiczny w Albanii. Chiny nigdy nie interweniowały w produkcję gospodarczą Albanii. Pod względem strategicznym Albania była atrakcyjna dla Mao – wierzył on, że pozwoli ona na pozyskanie nowych sojuszników w Europie, co jednak się nie udało. Zarówno Albania, jak i Chiny broniły „czystości” marksizmu-leninizmu, atakując zarówno „amerykański imperializm”, jak i „radziecki i jugosłowiański rewizjonizm”. W „teorii podwójnego przeciwnika”, Jugosławia postrzegana była jako oddział amerykańskiego imperializmu i sabotażyści wobec światowej rewolucji. Poglądy te przyczyniły się do pogorszenia wzajemnych relacji, gdy Chiny zaczęły odchodzić od tejże polityki. Stosunki Albanii z Chinami pogorszyły się po 15 lipca 1971 roku, gdy Chiny odwiedził prezydent USA Richard Nixon.

### Wyścig kosmiczny i zbrojeniowy
ZSRR i USA prowadziły politykę remilitaryzacji atomowej i opracowywania broni dalekiego zasięgu. W sierpniu 1957 roku ZSRR z powodzeniem uruchomiło pierwszy na świecie międzykontynentalny pocisk balistyczny (ICBM), a w październiku pierwszego satelitę, Sputnika. Wysłanie Sputnika na orbitę rozpoczęło wyścig kosmiczny między ZSRR a USA. Kulminacyjnym momentem wyścigu kosmicznego był projekt Apollo, który później astronauta Frank Borman opisał jako jedną z bitew zimnej wojny.

### Rewolucja kubańska i inwazja w Zatoce Świń
W 1953 roku na Kubie rozpoczęło się zbrojne powstanie antyrządowe na czele którego stanął Ruch 26 Lipca na czele z działaczami, tj. Fidel Castro, Raúl Castro i Ernesto Guevara. Dotychczasowy dyktator Kuby Fulgencio Batista doszedł do władzy w wyniku puczu w 1952 roku i odwołał wybory. Batista przeniósł się w kierunku prawej strony sceny politycznej i utrwalił swoje więzi zarówno z zamożnymi elitami, jak i Stanami Zjednoczonymi. Zerwał również stosunki dyplomatyczne z ZSRR, tłumił i prześladował związki zawodowe i rozbijał miejscowe organizacje socjalistyczne. Brutalne metody walki z opozycją zradykalizowały część opozycji kubańskiej która rozpoczęła kampanię rebeliancką przeciw rządowi. Rebelia w 1959 roku przeistoczyła się w rewolucję która doprowadziła do upadku reżimu Batisty. Nowy rewolucyjny rząd w obliczu utraty komercyjnych połączeń z państwami zachodnimi, próbował zastąpić je bliższymi stosunkami handlowymi z państwami bloku wschodniego.

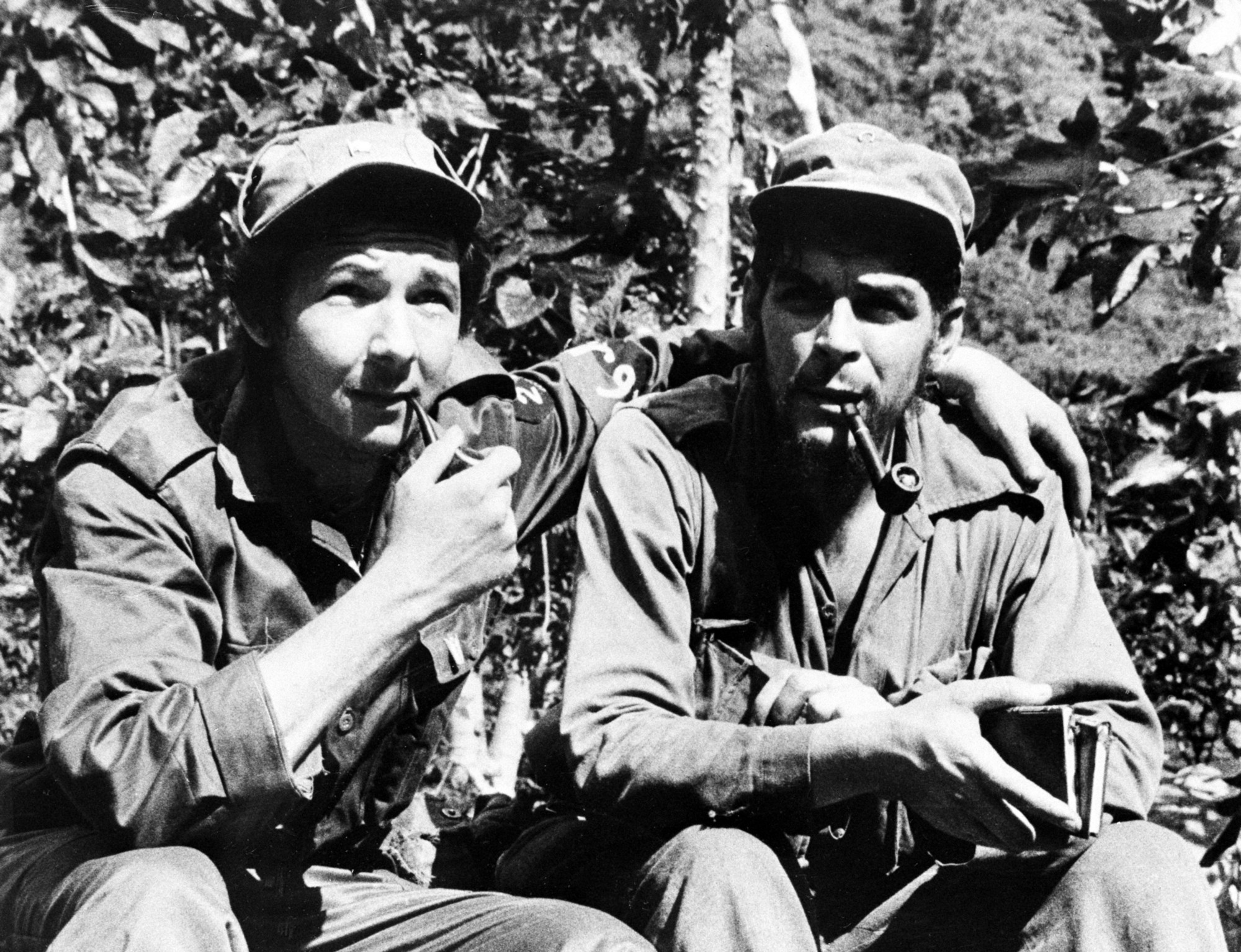
Che Guevara i Raúl Castro w 1958

Administracja amerykańska, która jeszcze przed tymi powiązaniami rządu Kuby celowo izolowała rewolucyjny rząd, w 1961 roku oficjalnie zerwała z rządem kubańskim stosunki dyplomatyczne. Nowy prezydent USA, John F. Kennedy zorganizował inwazję na Kubę, a wydarzenie to nazwane zostało inwazją w Zatoce Świń. Nieudanej próby inwazji dokonali kubańscy emigranci wyszkoleni przez CIA. Inwazja jeszcze bardziej zradykalizowała rewolucjonistów kubańskich i spowodowała, że rząd Fidela Castro przesunął się w stronę leninizmu.

### Kryzys berliński 1961 roku
Kryzys berliński 1961 roku był ostatnim dużym incydentem zimnej wojny dotyczącym statusu Berlina i powojennych Niemiec. Na początku lat 50. ZSRR rozpoczął proces ograniczenia ruchu emigracji z terenów NRD do Niemiec Zachodnich przez Berlin Zachodni. Mimo to setki tysięcy osób wyemigrowało z NRD do RFN. Emigracja spowodowała drenaż mózgów z NRD do RFN. W odpowiedzi na emigrację, w czerwcu 1961 roku ZSRR wydał ultimatum wzywające do wycofania wojsk alianckich z Berlina Zachodniego, a po odrzuceniu wniosku, w dniu 13 sierpnia, NRD rozpoczął wznoszenie muru berlińskiego, który skutecznie zamknął drogę bezpiecznego przedostania się do Niemiec Zachodnich.

### Projekt Kuba i kryzys kubański
Po klęsce inwazji w Zatoce Świń, rząd USA szukał dalszych sposobów na odsunięcie Castro od władzy na Kubie. W tym celu powstał projekt Kuba znany również jako operacja Mongoose. Projekt doprowadził m.in. do eskalacji terroryzmu wymierzonego w kubańskie interesy gospodarcze oraz liczne nieudane zamachy na życie Fidela Castro. W 1962 r. powstała operacja Northwoods, została zaaprobowana przez przewodniczącego Kolegium Połączonych Szefów Sztabów i przedstawiona sekretarzowi obrony Robertowi McNamarze do zatwierdzenia. Plan zakładał przeprowadzenie tajnych operacji pod fałszywą flagą w celu uzasadnienia interwencji na Kubie. Wśród działań mających zapewnić poparcie dla interwencji były prawdziwe, jak i symulowane ataki, rzekomo przeprowadzone przez rząd kubański. Prawdziwe lub pozorowane zamachy wymierzone w kubańskich uchodźców, amerykańskie cele militarne, samolot cywilny. Jeden z wariantów planu proponował rozpętanie kampanii terroru kubańskiego na obszarze Miami, innych miast Florydy, a nawet w samym Waszyngtonie.
W obliczu militarnej przewagi NATO, Chruszczow chciał zainstalować na Kubie radzieckie rakiety jądrowe R-12 MRBM. Castro zgodził się na to, wierząc, że zagwarantuje to bezpieczeństwo Kuby destabilizowanej przez wywiad USA. W październiku 1962 roku doszło do kryzysu kubańskiego związanego z odkryciem przez CIA konstrukcji, które mogły służyć Sowietom do rozmieszczenia na Kubie rakiet balistycznych. Chruszczow zgodził się na usunięcie rakiet w zamian za zobowiązanie USA, że nie dokonają one więcej ataku na Kubę, a rząd USA wycofa swoje MRBM z Turcji i Włoch.
Kryzys kubański i budowa muru berlińskiego doprowadziły do spadku popularności Chruszczowa w samej partii, co w 1964 roku spowodowało jego polityczną emeryturę.

## Odprężenie (1962-1979)
W ciągu lat 60. i 70. zimna wojna zmieniła znaczenie ze względu na bardziej skomplikowaną strukturę stosunków międzynarodowych – wówczas świat nie był już podzielony na dwa wyraźnie przeciwstawne bloki. W tym czasie Europa Zachodnia i Japonia szybko odbudowały się po zniszczeniach okresu II wojny światowej, a od lat 50. do końca 60. trwał szybki wzrost gospodarczy. W wyniku kryzysu naftowego kraje Trzeciego Świata dzięki instytucjom, tj. OPEC czy Ruch Państw Niezaangażowania udowodniły, że potrafią utrzymać niezależność, wpływać na zimnowojenną sytuację oraz być odporne na naciski ze strony obu supermocarstw. W tym czasie w ZSRR władzę objęli politycy, tj. Leonid Breżniew i Aleksiej Kosygin, którzy prowadzili w zimnej wojnie liberalną politykę odprężenia.

### Wycofanie się Francji z NATO
Do pierwszego naruszenia jedności NATO doszło już w latach 50. w trakcie ówczesnej prezydentury Charles’a de Gaulle’a. De Gaulle protestował na łamach sojuszu przeciwko silnej roli USA i zwracał uwagę na szczególny rodzaj relacji który łączył USA i Wielką Brytanię. 17 września 1958 roku skierował memorandum do prezydenta Eisenhowera i brytyjskiego premiera Harolda Macmillana. W memorandum przekonywał do utworzenia trzyosobowej dyrekcji NATO, w której Francja miałaby równe z USA i Wielką Brytanią prawa. De Gaulle zażądał również rozszerzenia zasięgu NATO na obszary geograficzne będące interesami Francji, dotyczyło to zwłaszcza francuskiej kolonii Algierii, gdzie trwała wojna narodowowyzwoleńcza a ponosząca dotkliwe straty Francja chciała zyskać wsparcie NATO przeciwko walce z rebeliantami z Frontu Wyzwolenia Narodowego. W obliczu odrzucenia memorandum, de Gaulle rozpoczął budowę niezależnego programu atomowego, a w 1966 roku wycofał się ze struktur wojskowych NATO i wydalił wojska tej organizacji z terenów Francji.

### Interwencja w Czechosłowacji i doktryna Breżniewa

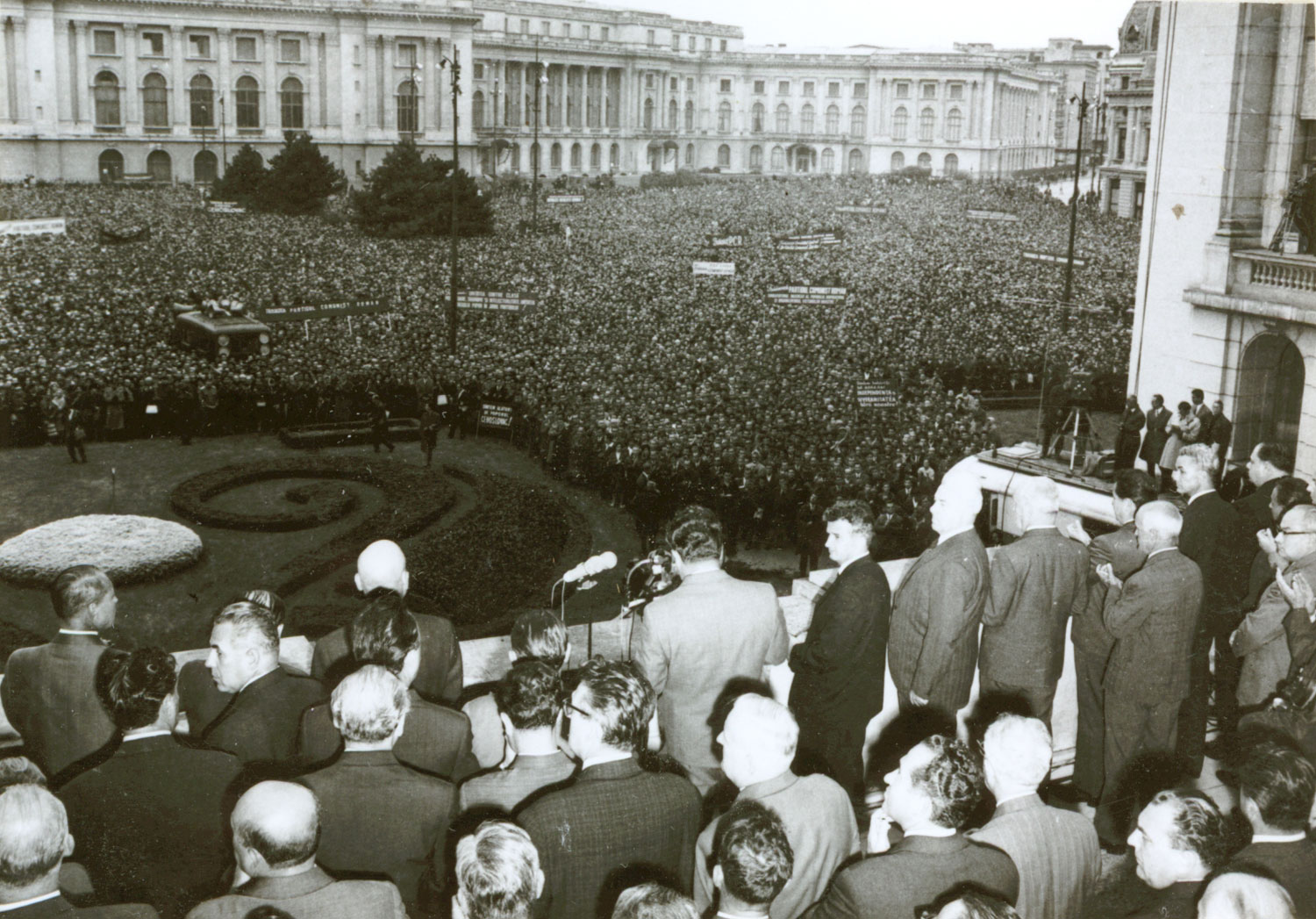
Zorganizowana przez władze Rumunii demonstracja w Bukareszcie 21 sierpnia 1968 r. przeciwko interwencji w Czechosłowacji. Przemawia Nicolae Ceaușescu

W 1968 roku doszło do okresu liberalizacji politycznej w Czechosłowacji zwanego jako Praska Wiosna. Liberalizacja obejmowała zwiększenie wolności prasy, wolności słowa, swobody przemieszczenia się, większy nacisk gospodarczy na dobra konsumpcyjne, możliwość wprowadzenia wielopartyjnego rządu i ograniczenie władzy tajnej policji, a także potencjalne wycofanie się z Układu Warszawskiego. W odpowiedzi na praską wiosnę wojska części państw Układu Warszawskiego na czele ZSRR przeprowadziły operację „Dunaj” w ramach której wojska bloku zmusiły rząd Czechosłowacji do ustąpienia. Interwencja wywołała protesty Jugosławii, Rumunii i Chin oraz zachodnioeuropejskich partii komunistycznych. Rumunia i Jugosławia udzieliły bezpośredniego wsparcia rządowi Czechosłowacji. Rumunia rządząca przez Nicolae Ceaușescu ponadto w praktyce wycofała się z działań Układu Warszawskiego i zaczęła szukać nowych sojuszników poza blokiem wschodnim w tym bardzo aktywnie pośród państw bloku zachodniego.
We wrześniu 1968 roku (więc miesiąc po interwencji w Czechosłowacji) Leonid Breżniew w czasie przemówienia na V Kongresie Polskiej Zjednoczonej Partii Robotniczej przedstawił tzw. doktrynę Breżniewa, w której stwierdził, że Układ Warszawski ma prawo naruszyć suwerenność każdego kraju, który próbuje zastąpić marksizm-leninizm przez kapitalizm. Doktrynę potępiły demokratyczne państwa zachodnie oraz niektóre państwa socjalistyczne znajdujące się poza radziecką strefą wpływów (Chiny, Albania, Jugosławia). Nie zaakceptowała jej również Rumunia.

### Operacja Gladio
W latach 70. we Włoszech doszło do serii starć między zwolennikami skrajnej lewicy i skrajnej prawicy (lata ołowiu), CIA wykorzystało walki do zdyskredytowania lewicy a tym samym niedopuszczenia do jej dotarcia do władzy. CIA opracowało w tym celu operację Gladio w ramach której prowadzona była „strategia potęgowania napięcia” (ang. strategy of tension) przy pomocy zorganizowanych rzekomo przez europejską skrajną lewicę zamachów terrorystycznych i morderstw, faktycznie dokonywanych przez grupy skrajnie prawicowe. Gladio była częścią struktury Stay-behind działającej w wielu krajach NATO.

### Eskalacja w Trzecim Świecie
Lyndon B. Johnson, który objął urząd prezydenta USA po zabójstwie Johna F. Kennedy’ego przyjął doktrynę Manna która charakteryzowała się agresywną postawą USA względem państw regionu. Jednym z wydarzeń które odbyło się z poparciem USA był zamach stanu w Brazylii w 1964 roku w którym wojsko obaliło prezydenta João Goularta. W kwietniu 1965 roku, USA wysłało 22 tysięcy żołnierzy w celu okupacji Dominikany w ramach operacji Power Pack. Operacja miała nie dopuścić do powrotu do władzy byłego prezydenta Juana Boscha w wyniku buntu społecznego który obalił urzędującego proamerykańskiego Joaquína Balaguera. Po interwencji amerykańskiej nowym prezydentem Dominikany z nadania Waszyngtonu był Héctor García Godoy, który za pomocą policji i wojska rozpoczął brutalne prześladowania Dominikańskiej Partii Rewolucyjnej popierającej Juana Boscha.

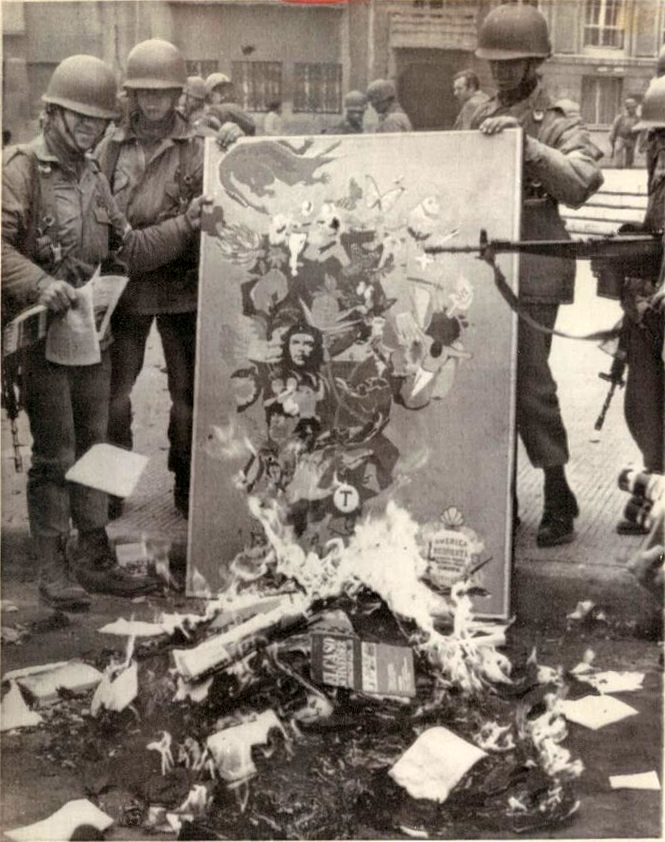
Żołnierze na ulicach Santiago w trakcie puczu w Chile

W Indonezji w roku 1965 objął dyktatorską władzę Suharto, który przyjął twardogłowo antykomunistyczną tendencję, która spowodowała masowe mordy na sympatykach (lub domniemanych sympatykach) partii komunistycznej, a także innych organizacji lewicowych. W czystkach zorganizowanych przez jego reżim zabitych zostało około pół miliona ludzi.
Eskalacji uległa amerykańska interwencja w Południowym Wietnamie, gdzie władzę sprawował początkowo prozachodni Ngô Đình Diệm. W 1963 roku prezydent został odsunięty od władzy przez wojsko i CIA, co było odpowiedzią na masowy terror wprowadzony w okresie lat jego rządów. Kolejni przywódcy Południowego Wietnamu odpowiadali już rządowi amerykańskiemu, przez co zyskali liczne wsparcie na walkę z powstańcami z Vietcongu wspartymi przez Wietnam Północny, Chiny i ZSRR. Mimo potężnego zaangażowania amerykańskiego w wojnie wietnamskiej, siły amerykańskie i południowowietnamskie ponosiły w walce z powstańcami drastyczne straty, co w 1975 roku spowodowało wycofanie się Amerykanów z Wietnamu i zjednoczenie kraju. Wojna wietnamska spowodowała duże straty amerykańskiej gospodarki i skompromitowały kraj na arenie międzynarodowej.
W 1970 roku wybory w Chile wygrał kandydat socjalistów Salvador Allende, który w swoich działaniach rozpoczął reformę gospodarczą zmierzającą do ograniczenia wpływów zachodnich koncernów. CIA zareagowało natychmiast od przeprowadzania akcji mającej na celu destabilizację kraju i odsunięcie Allende od władzy. Działania te udały się i 11 września 1973 roku Allende został odsunięty od władzy przez wojsko, które ustanowiło wojskową juntę na czele której stanął Augusto Pinochet. Reformy gospodarcze Allende zostały wycofane, a przeciwnicy junty zostali w dużej mierze uwięzieni w obozach koncentracyjnych lub zabici przez służby DINA.
W Somalii grupa postępowych oficerów w 1969 roku przeprowadziła zamach stanu, w wyniku którego utworzono socjalistyczną Somalijską Republikę Demokratyczną. Na czele socjalistycznego państwa stanął Mohammed Siad Barre. Związek Radziecki obiecał Somalijczykom pomoc. Cztery lata później doszło do kolejnego puczu w tym regionie Afryki, tym razem wojsko obaliło proamerykańskiego cesarza Etiopii Hajle Syllasje I. Na czele nowego rządu stanęła radykalna grupa oficerów Derg, której liderem był Mengystu Hajle Marjam. Marjam zbudował bliskie relacje z Kubańczykami i Sowietami. W latach 1977–1978 trwała wojna w Ogadenie między Somalią a Etiopią. W trakcie wojny Somalia utraciła wsparcie ze strony ZSRR i zwróciła się w stronę Zachodu, a w szczególności USA, a także Egiptu, Iranu i Arabii Saudyjskiej co miało poskutkować dostarczeniem do Somalii broni i zaopatrzenia. Etiopia wsparta została natomiast przez kubańskich żołnierzy i radzieckich doradców którzy dostarczyli stronie etiopskiej uzbrojenie.
Rewolucja goździków z 1974 roku, która doprowadziła do upadku autorytarnych rządów Estado Novo w Portugalii i demokratyzacji kraju umożliwiła uzyskanie niepodległości przez kolonie portugalskie. Już od lat 60. szczególnie zaciekłe walki z portugalskimi oddziałami kolonialnymi trwały w Angoli (wojna o niepodległość Angoli) gdzie wojnę z Portugalią prowadziło wiele skłóconych ze sobą frakcji. Po uzyskaniu niepodległości przez Angolę walki odżyły na nowo w postaci wojny domowej toczonej przez Ludowy Ruch Wyzwolenia Angoli, wsparty przez Kubę, a organizacjami opozycyjnymi wspieranymi przez Stany Zjednoczone, rząd Mobutu w Zairze, apartheidu w RPA i Chińską Republikę Ludową. Bez konsultacji z Sowietami, Kubańczycy wysłali do Angoli własne oddziały bojowe, który walczyły u boku lewicowego rządu. Po stronie rebeliantów do walki stanęły kolumny pancerne reżimu RPA oraz obcy najemnicy, mimo to siły rządowe zyskały w wojnie domowej przewagę. ZSRR i Kuba wsparły też szereg innych ruchów narodowowyzwoleńczych, w tym FRELIMO z Mozambiku, SWAPO z Namibii (wraz z Chinami) i PAIGC z Gwinei Bissau. ZSRR i NRD w trakcie wojny rodezyjskiej wsparły Afrykański Ludowy Związek Zimbabwe, podczas gdy znajdujące się poza blokiem wschodnim Chiny wsparły Afrykański Narodowy Związek Zimbabwe.

### Bliski Wschód
Kolejnym źródłem niezgody był Bliski Wschód. Egipt, który otrzymywał większość broni i pomocy gospodarczej z ZSRR był kłopotliwym sojusznikiem, a ZSRR z niechęcią udzieliło pomocy Egipcjanom w trakcie wojny sześciodniowej i wojny na wyczerpanie, w których to Egipt starł się z prozachodnim Izraelem. Egipt zerwał z proradzieckim kursem po 1972 roku, gdy do władzy doszedł Anwar as-Sadat, tym samym kraj przestał być największym odbiorcą radzieckiej pomocy na Bliskim Wschodzie. Sowieci odnieśli również duże sukcesy w nawiązaniu bliskich relacji z rządami nacjonalistycznymi w Algierii i Iraku. W konflikcie izraelsko-palestyńskim, ZSRR wsparło Palestyńczyków oraz udzieliło pomocy Organizacji Wyzwolenia Palestyny Jasira Arafata. Choć według części historyków pucz baasistowski w Iraku z 1968 roku został wsparty przez USA (ze względu na antykomunizm partii Baas), Amerykanie nie byli życzliwi wobec nowego irackiego rządu i od 1973 do 1975 roku CIA w zmowie z rządem irańskim finansowało kurdyjskich rebeliantów w Iraku w celu osłabienia irackiego przywódcy Ahmada Hasana al-Bakra.
Innym cennym dla ZSRR sojusznikiem w regionie był Jemen Południowy. Tereny południowego Jemenu na przestrzeni lat znajdowały się pod kolonialną kontrolą Wielkiej Brytanii, a obszar ten uzyskał niepodległość w obliczu konfliktu adeńskiego między nacjonalistami a rządem kolonialnym. W czasie konfliktu, część działaczy niepodległościowych przyjęła poglądy zbliżone do marksizmu. Jemen Południowy uzyskał niepodległość w 1967 roku, a już dwa lata później władzę w nim przejęła radykalna marksizująca część ruchu narodowowyzwoleńczego, opowiadająca się za sojuszem z blokiem wschodnim. Marksizujące władze chciały przenieść ustrój socjalistyczny na Jemen Północny, przez co rozpoczęły wspieranie tam lewicowych ruchów partyzanckich, co w 1972 roku doprowadziło do zbrojnego konfliktu socjalistycznego Jemenu z Jemeńską Republiką Arabską. Rząd Południowego Jemenu wraz z Chinami i ZSRR wsparł również rebelię w Zufarze skierowaną przeciwko rządowi Omanu. Rebelia w Zufarze trwała do 1976 roku, gdy załamała się na skutek interwencji militarnej Iranu i Wielkiej Brytanii.

### Zbliżenie chińsko-amerykańskie
W wyniku rozłamu chińsko-sowieckiego, napięcia wzdłuż granicy chińsko-sowieckiej osiągnęły swój szczyt w 1969 roku (konflikt nad Ussuri), prezydent USA Richard Nixon postanowił wykorzystać konflikt do zmiany równowagi sił w zimnej wojnie. Także Chińczycy szukali lepszych stosunków z Amerykanami w celu uzyskania przewagi nad Sowietami. W lutym 1972 roku Nixon odbył wizytę w Chinach w trakcie której amerykański prezydent odwiedził Pekin i spotkał się ze Zhou Enlaiem oraz Mao Zedongiem. Nixon ogłosił zbliżenie amerykańsko-chińskie. Tymczasem doszło do osłabienia wpływów USA w Trzecim Świecie na skutek wojny wietnamskiej.

### Nixon, Breżniew i odprężenie
Po wizycie w Chinach, Nixon spotkał się w Moskwie z przywódcami ZSRR, w tym z Leonidem Breżniewem. Rozmowy dotyczyły ograniczenia zbrojeń i doprowadziły do podpisania przez oba supermocarstwa układu Strategic Arms Limitation Treaty (I). Niebawem obie strony podpisały też traktat Anti-Ballistic Missile Treaty. Nixon i Breżniew ogłosili nową erę „pokojowego współistnienia” i politykę odprężenia (lub współpracy) pomiędzy dwoma mocarstwami. Breżniew starał się ożywić radziecką gospodarkę, która osłabła na skutek wielkich wydatków militarnych. W latach 1972–1974, ZSRR i USA zgodziły się na wzmocnienie wzajemnych więzi gospodarczych poprzez m.in. zwiększenie wymiany handlowej. Śladami Nixona i Breżniewa poszli inni przywódcy, w tym kanclerz RFN Willy Brandt, który ogłosił Ostpolitik (politykę wschodnią) zakładającą ocieplenie stosunków z blokiem wschodnim. W celu ustabilizowania sytuacji w Europie w 1975 roku podpisano Akt końcowy Konferencji Bezpieczeństwa i Współpracy w Europie. Był to pierwszy przypadek w czasie zimnej wojny, gdy na tak wysokim szczeblu państwa obu bloków zdecydowały się przyjąć wspólne zasady postępowania w stosunkach międzynarodowych. Jego sygnatariuszami stały się 33 państwa europejskie oraz Kanada i USA. Państwa obu bloków zasiliły też struktury ponadnarodowej organizacji Konferencji Bezpieczeństwa i Współpracy w Europie.

## „Druga zimna wojna” (1979–1985)
Pod koniec lat 70. doszło do gwałtownego pogorszenia relacji radziecko-amerykańskich. Choć w 1979 roku oba mocarstwa podpisały układ Strategic Arms Limitation Treaty (II), w tym samym czasie doszło do serii wydarzeń które zdestabilizowały światową politykę: irańska rewolucja islamska i rewolucja w Nikaragui w wyniku których obalono proamerykańskie reżimy, jak i radziecka interwencja w Afganistanie w grudniu 1979 roku.

### Wojna w Afganistanie
W 1978 roku w Afganistanie doszło do puczu (rewolucja kwietniowa) zorganizowanego przez lewicową Ludowo-Demokratyczną Partię Afganistanu. Zwycięzcy puczyści zlikwidowali dotychczasowy rząd i w jego miejscu utworzyli państwo o nazwie Demokratyczna Republika Afganistanu. Pierwszym prezydentem porewolucyjnego Afganistanu został Nur Mohammed Taraki, który usiłował wdrożyć szereg radykalnych zmian społecznych, które w rezultacie miały na celu doprowadzenie do liberalizacji społeczeństwa afgańskiego i przeobrażenia struktury społecznej. Reformy kwestionowały tradycyjne wartości i ugruntowane struktur władzy na obszarach wiejskich. Rząd wprowadził do życia politycznego kobiety i położył kres przymusowym małżeństwom. Reformy te zwiększyły opór części Afgańczyków wobec rządu. Siła oporu względem reform doprowadziła do wybuchu wojny domowej. Trzon antyrządowej religii stanowili mudżahedini sunniccy, mniejsze grupy stanowili szyiccy mudżahedini oraz rebelianci maoistowscy. Mudżahedini zyskali wsparcie, broń i szkolenie ze strony Pakistanu, Chin, Wielkiej Brytanii, Stanów Zjednoczonych i Arabii Saudyjskiej. O ile Taraki był proradzieckim przywódcą, to jego następca Hafizullah Amin wzbudzał podejrzliwość ze strony Moskwy. Moskwa źle przyjęła zbliżenie się Amina do Iranu i Pakistanu, oraz nieudane próby nawiązania lepszych relacji z USA. Sowieci wykorzystali konflikty wewnątrz frakcjami rządzącej partii do odsunięcia Amina od władzy i pod koniec 1979 roku przygotowali operację mającą na celu jego obalenie (Sztorm-333). Operacja wywiadu radzieckiego udała się, a Amin zginął w akcji komandosów. Następcą Amina został proradziecki Babrak Karmal. Zmiana władzy w Afganistanie rozpoczęła radziecką interwencję w tym kraju wymierzoną przeciwko oddziałom islamskich mudżahedinów.

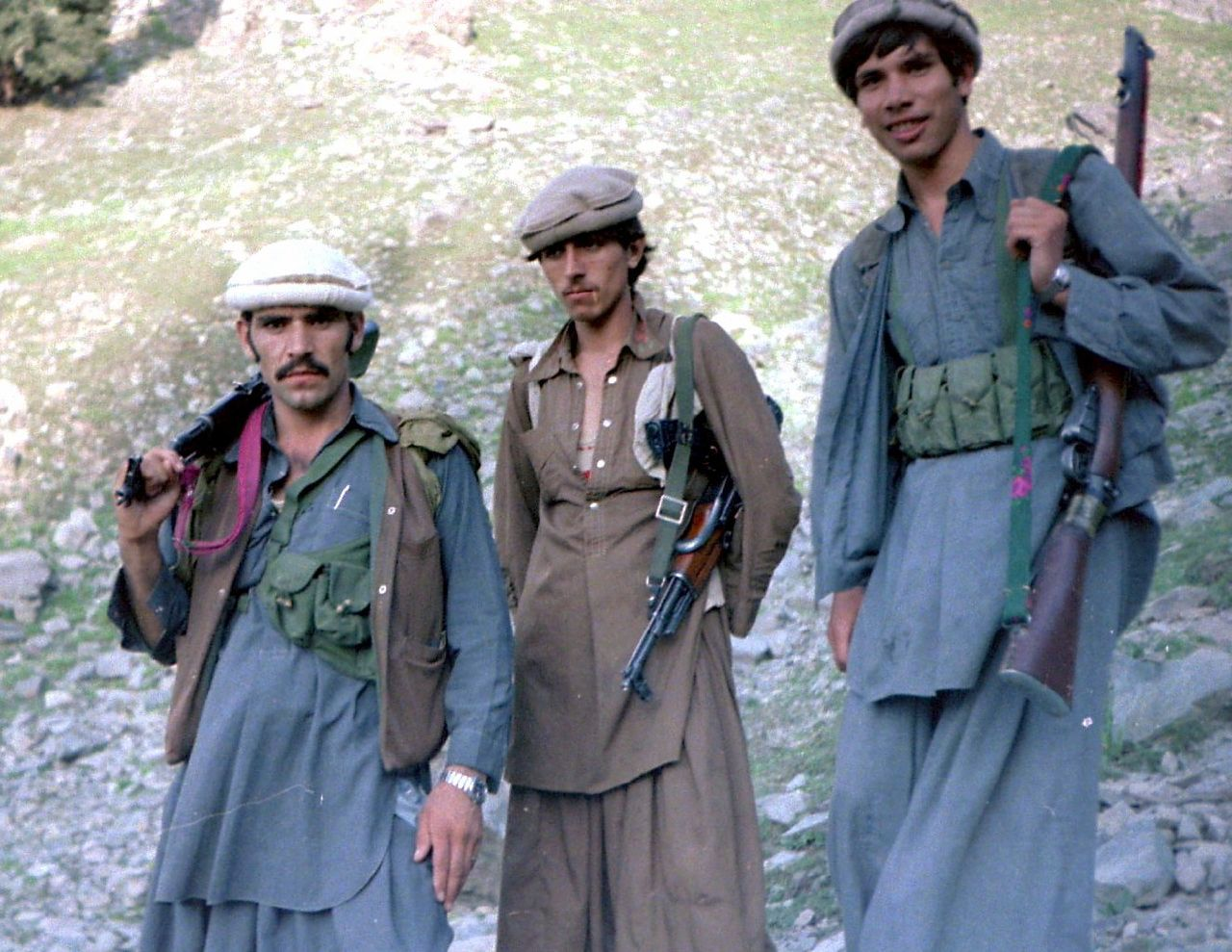
Mudżahedini w wojnie z oddziałami ZSRR i afgańskiego rządu (1985)

Radziecka interwencja została potępiona przez Stany Zjednoczone, które oprócz wspierania islamskich mudżahedinów rozpoczęły antyradziecką akcję propagandową, obejmującą bojkot Letnich Igrzysk Olimpijskich w Moskwie w 1980 oraz wycofanie się z traktatu SALT II.

### Reagan i Thatcher
W 1980 roku Ronald Reagan pokonał Jimmy’ego Cartera w amerykańskich wyborach prezydenckich. Reagan w kampanii obiecywał zwiększenie skali konfrontacji z ZSRR i większy nakład na wydatki wojskowe. Podobne poglądy reprezentowała premier Wielkiej Brytanii Margaret Thatcher. Na początku 1985 roku Reagan ogłosił tzw. doktrynę Reagana, która oprócz polityki Cartera polegającej na wspieraniu islamskich przeciwników Związku Radzieckiego i rządu Afganistanu, propagowała również promowanie politycznego islamizmu w radzieckiej Azji Środkowej. CIA zachęcało ponadto służby pakistańskie Inter-Services Intelligence do trenowania islamistów z całego świata w celu ich udziału w dżihadzie przeciwko ZSRR.

### Stan wojenny w Polsce
W 1979 roku rodzinną Polskę odwiedził Jan Paweł II. Według części historyków wizyta ta stała się przełomem i spowodowała w Polsce religijne ożywienie, które było istotnym czynnikiem w powstaniu ruchu „Solidarności” stanowiącego opozycję antyrządową. W grudniu 1981 roku generał Wojciech Jaruzelski zareagował na kryzys i coraz aktywniejszą działalność Solidarności poprzez wprowadzenie na terenie kraju stanu wojennego. W odpowiedzi na to Reagan nałożył na Polskę sankcje gospodarcze.

### Gospodarcze i wojskowe zagadnienia ZSRR oraz USA
ZSRR w ostatnim okresie zimnej wojny było zmuszone do coraz większej redukcji kosztów produkcji towarów konsumpcyjnych i inwestycji w sektorze cywilnym na rzecz wydatków wojskowych, które osiągnęły wydatek rzędu nawet 25% PKB. Radzieckie siły zbrojne będące największymi siłami zbrojnymi na świecie od lat pochłaniały pieniądze z budżetu państwa. Amerykanie wykorzystali słabnącą gospodarkę ZSRR do tego, aby prześcignąć Sowietów w dziedzinie wojskowości. Armia amerykańska ruszyła z programem Strategic Defense Initiative, w ramach którego na terenie Europy Zachodniej wybudowano amerykański program strategicznej obrony antybalistycznej. Rząd USA ponadto umieścił na terenie Niemiec Zachodnich pociski MGM-31A Pershing I, które były w stanie w ciągu dziesięciu minut uderzyć w stolicę ZSRR. Sytuację ZSRR jeszcze bardziej pogorszył fakt zwiększenia produkcji ropy przez Arabię Saudyjską, a następne inne kraje OPEC. Spowodowało to zmniejszenie wpływów ZSRR z eksportu ropy, a w konsekwencji znaczne straty finansowe Moskwy. Spadek ceny ropy naftowej i duże wydatki wojskowe pchnęły ZSRR w stronę stagnacji.
Choć od czasu interwencji amerykańskiej w Wietnamie w społeczeństwie USA istniały duże obawy związane z zagranicznymi interwencjami militarnymi, rząd Reagana podjął się wielu akcji przeciwko niechętnym Ameryce rządom na całym świecie. W 1983 roku administracja amerykańska interweniowała w libańskiej wojnie domowej, przeprowadziła inwazję na Grenadę, zbombardowała Libię i finansowała partyzantów Contras zwalczających sandinistowski rząd Nikaragui.

## Ostatni etap (1985–1991)

### Reformy Gorbaczowa
W 1985 roku władzę w ZSRR objął Michaił Gorbaczow. W tym samym roku Gorbaczow ogłosił program reform gospodarczych o nazwie pieriestrojka. W ramach reform zliberalizowano radziecką gospodarkę, zezwolono na prywatną własność przedsiębiorstw i otwarto kraj na zagraniczne inwestycje. Środki otrzymane dzięki liberalizacji gospodarki przeznaczono głównie na sektor cywilny. Wbrew początkowemu sceptycyzmowi zachodnich obserwatorów, Gorbaczow odstąpił od kontynuowania wyścigu zbrojeń i skupił się na rozwiązaniu problemów gospodarczych.
Reagan w odpowiedzi na wojskowe i polityczne ustępstwa Kremla również zgodził się na ograniczenie wyścigu zbrojeń i na rozpoczęcie rozmów dotyczących kwestii ekonomicznych. Pierwsze spotkanie między Reaganem a Gorbaczowem odbyło się w listopadzie 1985 roku w szwajcarskiej Genewie. W trakcie spotkania obaj przywódcy zgodzili się na zmniejszenie arsenału nuklearnego każdego z państw o 50 procent. Drugi szczyt przywódców odbył się w mieście Reykjavík na Islandii. Przełomem okazał się trzeci szczyt, na którym podpisano traktat o całkowitej likwidacji pocisków rakietowych krótkiego i średniego zasięgu. Do końca lat 80. napięcia na linii Wschód-Zachód szybko ustały. W 1989 roku w Moskwie, Gorbaczow i nowo wybrany amerykański prezydent George H.W. Bush, podpisali I układ o redukcji zbrojeń strategicznych. Wydarzenie to zbiegło się z oświadczeniem ZSRR wedle którego kraj ten nie będzie już interweniować w sprawy swoich sojuszników w Europie Środkowej i Wschodniej. W 1989 roku wojska radzieckie wycofały się z Afganistanu, a rok później Gorbaczow zgodził się na zjednoczenie Niemiec. 3 grudnia 1989 roku Gorbaczow i Bush na szczycie na Malcie ogłosili zakończenie zimnej wojny, a dwa lata później obydwaj przywódcy opowiedzieli się za interwencją w Iraku.

### Rozpad bloku wschodniego
Rewolucje roku 1989 obaliły rządy partii komunistycznych i spowodowały likwidację ustroju demokracji ludowych w krajach Europy Środkowo-Wschodniej. Rozpad bloku wschodniego przebiegał spokojnie, do jedynych walk doszło w Rumunii gdzie antyrządowe protesty zmieniły się w krwawą rewolucję. 21 listopada 1990 w Paryżu została podpisana tzw. Karta Nowej Europy, proklamująca koniec trwającej niemal pół wieku konfrontacji dwóch bloków polityczno-wojskowych oraz początek „nowej ery demokracji, pokoju i jedności”. 28 czerwca 1991 roku oficjalnemu rozwiązaniu uległa Rada Wzajemnej Pomocy Gospodarczej, a 1 lipca Układ Warszawski, a więc dwa najważniejsze sojusze dotychczasowego bloku. Tym samym rozpoczął się proces wycofywania wojsk radzieckich z państw byłego Układu Warszawskiego.
Wydarzeniem, które na zawsze pogrzebało okres „zimnej wojny”, był pucz moskiewski z sierpnia 1991, po którym odwołano trwające przez poprzednie czterdzieści lat stałe pogotowie bojowe sił strategicznych ZSRR i USA i który przyśpieszył rozwiązanie Związku Radzieckiego 31 grudnia 1991.

## Skutki zimnej wojny
Po rozpadzie Związku Radzieckiego, Rosja dokonała znacznej redukcji wydatków wojskowych oraz liberalnej reformy gospodarki, która spowodowała duże bezrobocie. Kapitalistyczne reformy na początku lat 90. XX w. doprowadziły do recesji gospodarczej, większej od wielkiego kryzysu (1929–1933) jakiego doświadczyły Stany Zjednoczone i Republika Weimarska. Podobnie jak Rosja, europejskie państwa bloku wschodniego przyjęły kapitalistyczny model gospodarki. W Europie jedynie rozpad Jugosławii (niebędącej członkiem bloku wschodniego) przybrał charakter krwawej wojny etnicznej. Po zakończeniu zimnej wojny za jedyne supermocarstwo na świecie postrzegane są Stany Zjednoczone Ameryki, które w okresie trwania zimnej wojny poniosły straty (w wojnie w Korei i Wietnamie zginęło 100 tysięcy amerykańskich żołnierzy, a rząd USA na cele wojskowe w okresie zimnej wojny wydał 8 bilionów USD). W latach 80. XX w. Stany Zjednoczone Ameryki dysponowały siłami i środkami na terenie niemal całego świata (326 tysięcy żołnierzy w samej Europie).